# Mercedes-Benz Clase E
El Mercedes-Benz Clase E es un automóvil de turismo de lujo del segmento E producido por el fabricante alemán Mercedes-Benz. Las últimas cinco generaciones fueron lanzadas al mercado en los años 1984, 1995, 2002, 2009 y 2017, las cuales se suelen denominar según su código de fabricación «W124», «W210», «W211», «W212» y «W213».
Hasta mediados de 1993, la denominación comercial de los modelos se componía de tres dígitos correspondientes a la cilindrada y letras según el tipo de motor y la carrocería. Las versiones cupé llevaban una C y las familiar una T, mientras que las sedán no tenían ninguna en especial. Los motores gasolina con carburador no tenían ninguna letra adicional, los que llevaban inyección de combustible tenían una E y los diésel una D. De esta forma, un sedán con motor gasolina a carburador de 2.0 litros era denominado «200», un familiar con motor gasolina a inyección de 2.3 litros era un «230TE» y un cupé con motor gasolina de 3.0 litros se llamaba «300CE».
Los motores diésel se distinguen por las letras colocadas después de los dígitos: los atmosféricos tienen una D, los que incorporaban turbocompresor eran llamados Turbodiesel, y los que incorporan inyección directa common rail se denominan actualmente CDI.

## Primera generación (W124, 1984-1997)
El W124 fue puesto a la venta a finales de 1984 con carrocería sedán. Las versiones familiar, cupé y descapotable fueron lanzadas al mercado en diciembre de 1985, mayo de 1987 y septiembre de 1991 respectivamente. Los cupé y descapotable, que se dejaron de producir a finales de 1995, no fueron reemplazados por ningún modelo: el Clase CL es derivado del Clase S (segmento F), el Clase CLK se basa en la plataforma del Clase C (segmento D), y los Clase SLK y Clase SL tienen dos plazas, mientras que el Clase E tenía cuatro plazas.
El antibloqueo de frenos se agregó como equipamiento estándar en toda la gama en 1987 junto con el airbag frontal en el conductor presente en los modelos producidos para ser comercializados en Estados Unidos. El modelo fue reestilizado en 1989 y a finales de 1993; tras el último cambio estético, todos los modelos pasaron a llamarse «Clase E» y los dígitos pasaron a estar después de la letra (E280, E500).

### Motorizaciones
Los motores gasolina eran un cuatro cilindros m102 en línea de 2.0 litros y 123 CV, un cuatro cilindros en línea de 2.3 litros y 136 CV, un seis cilindros m103 en línea de 2.6 litros y entre 166 CV, un seis cilindros en línea de 3.0 litros en versiones de dos válvulas por cilindro y 188cv y 180 catalizado.
Luego se introdujeron los motores m104 con cuatro válvulas por cilindro: el 3.0 24v 220 CV, un 3.2, un V8 de 4.2 litros y 280 CV, y un V8 de 5.0 litros y 326 CV (320 CV con catalizador). Además, tres preparaciones estaban disponibles sobre la base del 3.0 24 válvulas, ambas con una cilindrada ampliada a 3.6 litros: dos para el cupé, el AMG 3.6 de 285 CV y el Brabus CE 3.6 24; y una para el familiar, el Brabus TE 3.6 24 de 285 CV.
Los diésel son un cuatro cilindros en línea de 2.0 litros de 72 CV (luego 75 CV), Este último con 5 velocidades,un cinco cilindros en línea de 2.5 litros atmosférico de 94 CV(Potencia real 69kW) o con turbocompresor y 126 CV, y un seis cilindros en línea de 3.0 litros atmosférico de 109, 113, 136 CV (Multivalvula SportLine), y con turbocompresor 150 CV.
| Motores de gasolina            | Motores de gasolina                                                       | Motores de gasolina                                                       | Motores de gasolina                                                       | Motores de gasolina                                                       | Motores de gasolina                               | Motores de gasolina                               | Motores de gasolina                                                       | Motores de gasolina                                                       | Motores de gasolina                               | Motores de gasolina                               | Motores de gasolina                               | Motores de gasolina                                                           | Motores de gasolina                                                           | Motores de gasolina                               | Motores de gasolina                               | Motores de gasolina                               | Motores de gasolina                                                           | Motores de gasolina                                                           | Motores de gasolina                                                           | Motores de gasolina                  | Motores de gasolina                  | Motores de gasolina                  | Motores de gasolina                  | Motores de gasolina                  |
|                                | 200                                                                       | 200                                                                       | 200 E                                                                     | 200 E                                                                     | 200 E                                             | 220 E                                             | 230 E                                                                     | 230 E                                                                     | 260 E                                             | 260 E                                             | 260 E                                             | 280 E                                                                         | 280 E                                                                         | 300 E                                             | 300 E                                             | 300 E                                             | 300 E-24                                                                      | 320 E                                                                         | 300 E-24 3.4 AMG                                                              | E 36 AMG                             | 400 E E 420                          | 500 E                                | E 500                                | E 60 AMG                             |
| ------------------------------ | ------------------------------------------------------------------------- | ------------------------------------------------------------------------- | ------------------------------------------------------------------------- | ------------------------------------------------------------------------- | ------------------------------------------------- | ------------------------------------------------- | ------------------------------------------------------------------------- | ------------------------------------------------------------------------- | ------------------------------------------------- | ------------------------------------------------- | ------------------------------------------------- | ----------------------------------------------------------------------------- | ----------------------------------------------------------------------------- | ------------------------------------------------- | ------------------------------------------------- | ------------------------------------------------- | ----------------------------------------------------------------------------- | ----------------------------------------------------------------------------- | ----------------------------------------------------------------------------- | ------------------------------------ | ------------------------------------ | ------------------------------------ | ------------------------------------ | ------------------------------------ |
| Periodo                        | 1984-1986                                                                 | 1986-1990                                                                 | 1984-1989                                                                 | 1989-1992                                                                 | 1992-1995                                         | 1992-1996                                         | 1984-1986                                                                 | 1986-1992                                                                 | 1985-1996                                         | 1986-1989                                         | 1989-1992                                         | 1992-1993                                                                     | 1993-1995                                                                     | 1985-1986                                         | 1986-1989                                         | 1989-1992                                         | 1989-1992                                                                     | 1992-1995                                                                     | 1991-1993                                                                     | 1993-1996                            | 1991-1993                            | 1991-1992                            | 1992-1995                            | 1993-1995                            |
| Identificación del motor       | M 102 V 20                                                                | M 102 V 20                                                                | M 102 E 20                                                                | M 102 E 20                                                                | M 111 E 20                                        | M 111 E 22                                        | M 102 E 23                                                                | M 102 E 23                                                                | M 103 E 26                                        | M 103 E 26                                        | M 103 E 26                                        | M 104 E 28                                                                    | M 104 E 28                                                                    | M 103 E 30                                        | M 103 E 30                                        | M 103 E 30                                        | M 104 E 30                                                                    | M 104 E 32                                                                    | M 104 E 34                                                                    | M 104 E 36                           | M 119 E 42                           | M 119 E 50                           | M 119 E 50                           | M 119 E 60                           |
| Tipo de motor                  | L4 8v, carburación                                                        | L4 8v, carburación, catalizador                                           | L4 8v                                                                     | L4 8v, catalizador                                                        | L4 16v, catalizador                               | L4 16v, catalizador                               | L4 8v                                                                     | L4 8v, catalizador                                                        | L6 12v                                            | L6 12v, catalizador                               | L6 12v, catalizador                               | L6 24v, catalizador                                                           | L6 24v, catalizador                                                           | L6 12v                                            | L6 12v, catalizador                               | L6 12v, catalizador                               | L6 24v                                                                        | L6 24v, catalizador                                                           | L6 24v, catalizador                                                           | L6 24v, catalizador                  | V8 32v, catalizador                  | V8 32v, catalizador                  | V8 32v, catalizador                  | V8 32v, catalizador                  |
| Diámetro x carrera             | 89.0 mm × 80.25 mm                                                        | 89.0 mm × 80.25 mm                                                        | 89.0 mm × 80.25 mm                                                        | 89.0 mm × 80.25 mm                                                        | 89.9 mm × 78.7 mm                                 | 89.9 mm × 86.6 mm                                 | 89.0 mm × 95.5 mm                                                         | 89.0 mm × 95.5 mm                                                         | 82.9 mm × 80.25 mm                                | 82.9 mm × 80.25 mm                                | 82.9 mm × 80.2 mm                                 | 89.9 mm × 73.5 mm                                                             | 89.9 mm × 73.5 mm                                                             | 88.5 mm × 80.25 mm                                | 88.5 mm × 80.25 mm                                | 88.5 mm × 80.2 mm                                 | 88.5 mm × 80.2 mm                                                             | 89.9 mm × 84.0 mm                                                             | 91.5 mm × 84.0 mm                                                             | 91.0 mm × 92.4 mm                    | 92.0 mm × 78.9 mm                    | 96.5 mm × 85.0 mm                    | 96.5 mm × 85.0 mm                    | 100.0 mm × 94.8 mm                   |
| Cilindrada                     | 1997 cm³                                                                  | 1997 cm³                                                                  | 1997 cm³                                                                  | 1997 cm³                                                                  | 1998 cm³                                          | 2199 cm³                                          | 2299 cm³                                                                  | 2299 cm³                                                                  | 2599 cm³                                          | 2599 cm³                                          | 2597 cm³                                          | 2799 cm³                                                                      | 2799 cm³                                                                      | 2962 cm³                                          | 2962 cm³                                          | 2960 cm³                                          | 2960 cm³                                                                      | 3199 cm³                                                                      | 3314 cm³                                                                      | 3606 cm³                             | 4196 cm³                             | 4973 cm³                             | 4973 cm³                             | 5956 cm³                             |
| Relación de compresión         | 9.1: 1                                                                    | 9.1: 1                                                                    | 9.1: 1                                                                    | 9.1: 1                                                                    | 9.6: 1                                            | 10.0: 1                                           | 9.0: 1                                                                    | 9.0: 1                                                                    | 9.2: 1                                            | 9.2: 1                                            | 9.2: 1                                            | 10.0: 1                                                                       | 10.0: 1                                                                       | 9.2: 1                                            | 9.2: 1                                            | 9.2: 1                                            | 10.0: 1                                                                       | 10.0: 1                                                                       | 10.0: 1                                                                       | 10.5: 1                              | 11.0: 1                              | 10.0: 1                              | 10.0: 1                              | 10.0: 1                              |
| Potencia máxima: CV (kW) @ rpm | 109 CV (80 kW) @ 5200                                                     | 105 CV (77 kW) @ 5500                                                     | 122 CV (90 kW) @ 5100                                                     | 118 CV (87 kW) @ 5200                                                     | 136 CV (100 kW) @ 5500                            | 150 CV (110 kW) @ 5500                            | 136 CV (100 kW) @ 5100                                                    | 132 CV (97 kW) @ 5100                                                     | 166 CV (122 kW) @ 5800                            | 160 CV (118 kW) @ 5800                            | 160 CV (118 kW) @ 5800                            | 197 CV (145 kW) @ 5800                                                        | 193 CV (142 kW) @ 5500                                                        | 188 CV (138 kW) @ 5700                            | 180 CV (132 kW) @ 5700                            | 180 CV (132 kW) @ 5700                            | 220 CV (162 kW) @ 6400                                                        | 220 CV (162 kW) @ 5500                                                        | 272 CV (200 kW) @ 6500                                                        | 272 CV (200 kW) @ 5750               | 279 CV (205 kW) @ 5700               | 326 CV (240 kW) @ 5700               | 320 CV (235 kW) @ 5600               | 381 CV (280 kW) @ 5600               |
| Par máximo: Nm @ rpm           | 170 Nm @ 2500                                                             | 160 Nm @ 3000                                                             | 178 Nm @ 3500                                                             | 172 Nm @ 3500                                                             | 190 Nm @ 4000                                     | 210 Nm @ 4000                                     | 205 Nm @ 3500                                                             | 198 Nm @ 3500                                                             | 228 Nm @ 4600                                     | 220 Nm @ 4600                                     | 220 Nm @ 4600                                     | 270 Nm @ 3750                                                                 | 270 Nm @ 3750                                                                 | 260 Nm @ 4400                                     | 255 Nm @ 4400                                     | 255 Nm @ 4400                                     | 265 Nm @ 4600                                                                 | 310 Nm @ 3750                                                                 | 330 Nm @ 4500                                                                 | 385 Nm @ 3750-4500                   | 400 Nm @ 3900                        | 480 Nm @ 3900                        | 470 Nm @ 3900                        | 470 Nm @ 3900                        |
| Tracción                       | Trasera                                                                   | Trasera                                                                   | Trasera                                                                   | Trasera                                                                   | Trasera                                           | Trasera                                           | Trasera                                                                   | Trasera                                                                   | Trasera / Total (4MATIC)                          | Trasera / Total (4MATIC)                          | Trasera / Total (4MATIC)                          | Trasera                                                                       | Trasera                                                                       | Trasera / Total (4MATIC)                          | Trasera / Total (4MATIC)                          | Trasera / Total (4MATIC)                          | Trasera                                                                       | Trasera                                                                       | Trasera                                                                       | Trasera                              | Trasera                              | Trasera                              | Trasera                              | Trasera                              |
| Transmisión                    | Manual, 4 velocidades / Manual, 5 velocidades / Automática, 4 velocidades | Manual, 4 velocidades / Manual, 5 velocidades / Automática, 4 velocidades | Manual, 4 velocidades / Manual, 5 velocidades / Automática, 4 velocidades | Manual, 4 velocidades / Manual, 5 velocidades / Automática, 4 velocidades | Manual, 5 velocidades / Automática, 4 velocidades | Manual, 5 velocidades / Automática, 4 velocidades | Manual, 4 velocidades / Manual, 5 velocidades / Automática, 4 velocidades | Manual, 4 velocidades / Manual, 5 velocidades / Automática, 4 velocidades | Manual, 5 velocidades / Automática, 4 velocidades | Manual, 5 velocidades / Automática, 4 velocidades | Manual, 5 velocidades / Automática, 4 velocidades | Manual, 5 velocidades / Automática, 4 velocidades / Automática, 5 velocidades | Manual, 5 velocidades / Automática, 4 velocidades / Automática, 5 velocidades | Manual, 5 velocidades / Automática, 4 velocidades | Manual, 5 velocidades / Automática, 4 velocidades | Manual, 5 velocidades / Automática, 4 velocidades | Manual, 5 velocidades / Automática, 4 velocidades / Automática, 5 velocidades | Manual, 5 velocidades / Automática, 4 velocidades / Automática, 5 velocidades | Manual, 5 velocidades / Automática, 4 velocidades / Automática, 5 velocidades | Automática, 4 velocidades            | Automática, 4 velocidades            | Automática, 4 velocidades            | Automática, 4 velocidades            | Automática, 4 velocidades            |
| Peso                           | 1260 kg                                                                   | 1280 kg                                                                   | 1280 kg                                                                   | 1320 kg                                                                   | 1360 kg                                           | 1370 kg                                           | 1280 kg                                                                   | 1310 kg                                                                   | 1330 kg                                           | 1370 kg                                           | 1420 kg                                           | 1490 kg                                                                       | 1490 kg                                                                       | 1340 kg                                           | 1370 kg                                           | 1420 kg                                           | 1480 kg                                                                       | 1490 kg                                                                       | -                                                                             | 1540 kg                              | 1620 kg                              | 1700 kg                              | 1710 kg                              | 1710 kg                              |
| Aceleración 0–100 km/h         | 12.6 s                                                                    | 13.0 s                                                                    | 11.4 s                                                                    | 12.0 s                                                                    | 11.5 s                                            | 10.6 s                                            | 10.4 s                                                                    | 10.6 s                                                                    | 8.7 s                                             | 9.0 s                                             | 9.8 s                                             | 9.1 s                                                                         | 9.1 s                                                                         | 7.9 s                                             | 8.1 s                                             | 8.2 s                                             | 8.0 s                                                                         | 8.0 s                                                                         | 7.4 s                                                                         | 7.0 s                                | 7.2 s                                | 6.1 s                                | 6.1 s                                | 5.4 s                                |
| Velocidad máxima               | 187 km/h                                                                  | 185 km/h                                                                  | 195 km/h                                                                  | 193 km/h                                                                  | 200 km/h                                          | 210 km/h                                          | 203 km/h                                                                  | 200 km/h                                                                  | 218 km/h                                          | 218 km/h                                          | 218 km/h                                          | 230 km/h                                                                      | 230 km/h                                                                      | 228 km/h                                          | 225 km/h                                          | 225 km/h                                          | 237 km/h                                                                      | 235 km/h                                                                      | 250 km/h (Limitada electrónicamente)                                          | 250 km/h (Limitada electrónicamente) | 250 km/h (Limitada electrónicamente) | 250 km/h (Limitada electrónicamente) | 250 km/h (Limitada electrónicamente) | 250 km/h (Limitada electrónicamente) |
| Consumo combinado (L/100 km)   | 8.8                                                                       | 9.1                                                                       | 8.9                                                                       | 9.1                                                                       | 8.6                                               | 8.8                                               | 8.8                                                                       | 9.2                                                                       | 9.2                                               | 9.4                                               | 9.8                                               | 10.9                                                                          | 10.7                                                                          | 8.9                                               | 9.4                                               | 10.9                                              | 11.0                                                                          | 11.0                                                                          | 11.3                                                                          | 11.1                                 | 11.9                                 | 13.5                                 | 13.1                                 | 12.3                                 |

| Motores diésel                 | Motores diésel                                                            | Motores diésel                                    | Motores diésel                                    | Motores diésel                                    | Motores diésel                                    | Motores diésel                                    | Motores diésel                                    | Motores diésel                                    | Motores diésel                                    | Motores diésel            | Motores diésel            |
|                                | 200 D                                                                     | 200 D                                             | 250 D                                             | 250 D                                             | 250 D                                             | 250 D TURBO                                       | 300 D                                             | 300 D                                             | 300 D                                             | 300 D TURBO               | 300 D TURBO               |
| ------------------------------ | ------------------------------------------------------------------------- | ------------------------------------------------- | ------------------------------------------------- | ------------------------------------------------- | ------------------------------------------------- | ------------------------------------------------- | ------------------------------------------------- | ------------------------------------------------- | ------------------------------------------------- | ------------------------- | ------------------------- |
| Periodo                        | 1985-1989                                                                 | 1989-1995                                         | 1984-1989                                         | 1989-1993                                         | 1993-1996                                         | 1988-1995                                         | 1984-1989                                         | 1989-1993                                         | 1993-1995                                         | 1985-1989                 | 1989-1995                 |
| Identificación del motor       | OM 601 D 20                                                               | OM 601 D 20                                       | OM 602 D 25                                       | OM 602 D 25                                       | OM 605 D 25                                       | OM 602 D 25 A                                     | OM 603 D 30                                       | OM 603 D 30                                       | OM 606 D 30                                       | OM 603 D 30 A             | OM 603 D 30 A             |
| Tipo de motor                  | L4 8v                                                                     | L4 8v                                             | L5 10v                                            | L5 10v                                            | L5 20v                                            | L5 10v, turbo                                     | L6 12v                                            | L6 12v                                            | L6 24v                                            | L6 12v, turbo             | L6 12v, turbo             |
| Diámetro x carrera             | 87.0 mm × 84.0 mm                                                         | 87.0 mm × 84.0 mm                                 | 87.0 mm × 84.0 mm                                 | 87.0 mm × 84.0 mm                                 | 87.0 mm × 84.0 mm                                 | 87.0 mm × 84.0 mm                                 | 87.0 mm × 84.0 mm                                 | 87.0 mm × 84.0 mm                                 | 87.0 mm × 84.0 mm                                 | 87.0 mm × 84.0 mm         | 87.0 mm × 84.0 mm         |
| Cilindrada                     | 1997 cm³                                                                  | 1997 cm³                                          | 2497 cm³                                          | 2497 cm³                                          | 2497 cm³                                          | 2497 cm³                                          | 2996 cm³                                          | 2996 cm³                                          | 2996 cm³                                          | 2996 cm³                  | 2996 cm³                  |
| Relación de compresión         | 22.0: 1                                                                   | 22.0: 1                                           | 22.0: 1                                           | 22.0: 1                                           | 22.0: 1                                           | 22.0: 1                                           | 22.0: 1                                           | 22.0: 1                                           | 22.0: 1                                           | 22.0: 1                   | 22.0: 1                   |
| Potencia máxima: CV (kW) @ rpm | 72 CV (53 kW) @ 4600                                                      | 75 CV (55 kW) @ 4600                              | 90 CV (66 kW) @ 4600                              | 94 CV (69 kW) @ 4600                              | 113 CV (83 kW) @ 5000                             | 126 CV (93 kW) @ 4600                             | 109 CV (80 kW) @ 4600                             | 113 CV (83 kW) @ 4600                             | 136 CV (100 kW) @ 5000                            | 143 CV (105 kW) @ 4600    | 147 CV (108 kW) @ 4600    |
| Par máximo: Nm @ rpm           | 123 Nm @ 2800                                                             | 126 Nm @ 2700-3550                                | 154 Nm @ 2800                                     | 158 Nm @ 2600-3100                                | 173 Nm @ 2000-4600                                | 231 Nm @ 2800                                     | 185 Nm @ 2800                                     | 191 Nm @ 2800-3050                                | 210 Nm @ 2200-4600                                | 267 Nm @ 2400             | 273 Nm @ 2400             |
| Tracción                       | Trasera                                                                   | Trasera                                           | Trasera                                           | Trasera                                           | Trasera                                           | Trasera                                           | Trasera / Total (4MATIC)                          | Trasera / Total (4MATIC)                          | Trasera / Total (4MATIC)                          | Trasera / Total (4MATIC)  | Trasera / Total (4MATIC)  |
| Transmisión                    | Manual, 4 velocidades / Manual, 5 velocidades / Automática, 4 velocidades | Manual, 5 velocidades / Automática, 4 velocidades | Manual, 5 velocidades / Automática, 4 velocidades | Manual, 5 velocidades / Automática, 4 velocidades | Manual, 5 velocidades / Automática, 4 velocidades | Manual, 5 velocidades / Automática, 4 velocidades | Manual, 5 velocidades / Automática, 4 velocidades | Manual, 5 velocidades / Automática, 4 velocidades | Manual, 5 velocidades / Automática, 4 velocidades | Automática, 4 velocidades | Automática, 4 velocidades |
| Peso                           | 1280 kg                                                                   | 1330 kg                                           | 1320 kg                                           | 1370 kg                                           | 1420 kg                                           | 1410 kg                                           | 1390 kg                                           | 1440 kg                                           | 1470 kg                                           | 1450 kg                   | 1490 kg                   |
| Aceleración 0–100 km/h         | 18.5 s                                                                    | 18.5 s                                            | 16.5 s                                            | 16.5 s                                            | 15.6 s                                            | 12.3 s                                            | 13.7 s                                            | 13.7 s                                            | 13.0 s                                            | 10.9 s                    | 10.9 s                    |
| Velocidad máxima               | 160 km/h                                                                  | 160 km/h                                          | 175 km/h                                          | 175 km/h                                          | 190 km/h                                          | 198 km/h                                          | 190 km/h                                          | 190 km/h                                          | 200 km/h                                          | 202 km/h                  | 202 km/h                  |
| Consumo combinado (L/100 km)   | 6.8                                                                       | 6.8                                               | 7.1                                               | 7.1                                               | 7.1                                               | 7.6                                               | 7.4                                               | 7.4                                               | 7.4                                               | 7.9                       | 7.9                       |

## Segunda generación (W210, 1995-2003)
El W210 fue puesto a la venta en 1995 con carrocería sedán, y en 1996 con carrocería familiar. Los faros delanteros circulares dobles fueron luego replicados en otros modelos de la marca. 
En 1999 se colocaron los intermitentes laterales en los retrovisores exteriores, recibió un nuevo volante y salpicadero renovado, un ligero restyling exterior e interior, pequeños refuerzos de la estructura y airbags de cortina de serie. Había nuevos detalles, como los pilotos traseros que perdían el diseño oval en su interior y adoptaban una estética más elegante, siendo translúcidos.

En 1999 se ofrecía como opción el navegador GPS con pantalla en color de 7 pulgadas integrado en el sistema COMAND 2.0.

### Motorizaciones
Los motores a gasolina contaban con cuatro cilindros en línea de 2.0 litros atmosférico de 136 CV o con compresor de 163 o 192 CV, un cuatro cilindros en línea de 2.3 litros de 150 CV, un V6 de 2.4 litros (luego 2.6 litros) de 170 CV, un seis cilindros en línea de 2.8 litros de 193 CV, un V6 de 2.8 litros de 204 CV, un seis cilindros en línea de 3.2 litros de 220 CV, un V6 de 3.2 litros de 224 CV, un V8 de 4.2 litros (luego de 4.3 litros) y 280 CV, un V8 de 5.0 litros de 347 CV, un V8 de 5.4 litros de 354 CV y un V8 de 6.0 litros de 380 CV.
Los diésel cuentan con cuatro cilindros en línea de 2.2 litros y entre 125 y 143 CV, un cinco cilindros en línea de 2.7 litros de 170 CV, un cinco cilindros en línea de 2.9 litros de 129 CV(entre 150 y 165cv según pruebas de la época), un seis cilindros en línea de 3.0 litros y 136 o 177 CV, y un seis cilindros en línea de 3.2 litros y 197 CV. Todos tienen inyección directa common-rail, salvo el 2.2 litros de 95 CV, los 3.0 litros, que tiene inyección indirecta y el 2.9 litros, que tiene inyección directa tradicional. Salvo el 2.2 litros de 125 CV y el 3.0 litros de 136 CV, el resto tiene turbocompresor.
| Periodo                        | 1995-1996 | 1996-2000 | 1995-1996 | 1997-2000 | 1997-2000 | 2000-2002 | 1995-1998 | 1997-2000 | 2000-2002 | 1995-1997 | 1997-2002 | 1995-1997                 | 1997-2002                 | 1996-1998                            | 1997-2002                            | 1995-1997                            | 1996-1997                            | 1996-1998                            | 1996-1998                            | 1997-2002                            |
| Identificación del motor       | M 111 E 20 | M 111 E 20 | M 211 E 20 ML | M 211 E 20 ML | M 211 E 20 ML | M 111 E 20 ML EVO | M 111 E 23 | M 112 E 24 | M 112 E 26 | M 104 E 28 | M 112 E 28 | M 104 E 32                | M 112 E 32                | M 119 E 42                           | M 113 E 43                           | M 104 E 36                           | M 119 E 50                           | M 119 E 60                           | M 119 E 63                           | M 113 E 55                           |
| Tipo de motor                  | L4 16v | L4 16v | L4 16v, compresor, intercooler                                                                                                 | L4 16v, compresor, intercooler                                                                                                 | L4 16v, compresor, intercooler                                                                                                 | L4 16v, compresor, intercooler                                                                                                 | L4 16v | V6 18v | V6 18v | L6 24v | V6 18v | L6 24v                    | V6 18v                    | V8 32v                               | V8 24v                               | L6 24v                               | V8 32v                               | V8 32v                               | V8 32v                               | V8 24v                               |
| Diámetro x carrera             | 89.9 mm × 78.7 mm | 89.9 mm × 78.7 mm | 89.9 mm × 78.7 mm | 89.9 mm × 78.7 mm | 89.9 mm × 78.7 mm | 89.9 mm × 78.7 mm | 90.9 mm × 88.4 mm | 83.2 mm × 73.5 mm | 89.9 mm × 68.2 mm | 89.9 mm × 73.5 mm | 89.9 mm × 73.5 mm | 89.9 mm × 84.0 mm         | 89.9 mm × 84.0 mm         | 92.0 mm × 78.9 mm                    | 89.9 mm × 84.1 mm                    | 91.0 mm × 92.4 mm                    | 96.5 mm × 85.0 mm                    | 100.0 mm × 94.8 mm                   | -                                    | 97.0 mm × 92.0 mm                    |
| Cilindrada                     | 1998 cm³ | 1998 cm³ | 1998 cm³ | 1998 cm³ | 1998 cm³ | 1998 cm³ | 2295 cm³ | 2398 cm³ | 2597 cm³ | 2799 cm³ | 2799 cm³ | 3199 cm³                  | 3199 cm³                  | 4196 cm³                             | 4266 cm³                             | 3606 cm³                             | 4973 cm³                             | 5956 cm³                             | 6298 cm³                             | 5439 cm³                             |
| Relación de compresión         | 9.6: 1 | 10.4: 1 | 8.5: 1 | 8.5: 1 | 8.5: 1 | 9.5: 1 | 10.4: 1 | 10.0: 1 | 11.0: 1 | 10.0: 1 | 10.0: 1 | 10.0: 1                   | 10.0: 1                   | 11.0: 1                              | 10.0: 1                              | 10.5: 1                              | 11.0: 1                              | 10.0: 1                              | -                                    | 10.5: 1                              |
| Potencia máxima: CV (kW) @ rpm | 136 CV (100 kW) @ 5500 | 136 CV (100 kW) @ 5500 | 180 CV (132 kW) @ 5400 | 186 CV (137 kW) @ 5300 | 192 CV (141 kW) @ 5300 | 163 CV (120 kW) @ 5300 | 150 CV (110 kW) @ 5400 | 170 CV (125 kW) @ 5900 | 170 CV (125 kW) @ 5500 | 193 CV (142 kW) @ 5500 | 204 CV (150 kW) @ 5700 | 220 CV (162 kW) @ 5500    | 224 CV (165 kW) @ 5600    | 279 CV (205 kW) @ 5700               | 279 CV (205 kW) @ 5750               | 280 CV (206 kW) @ 5750               | 347 CV (255 kW) @ 5750               | 381 CV (280 kW) @ 5500               | 405 CV (298 kW) @ 5500               | 354 CV (260 kW) @ 5500               |
| Par máximo: Nm @ rpm           | 190 Nm @ 4000 | 190 Nm @ 3700-4500 | 250 Nm @ 2500-4800 | 260 Nm @ 2500-4800 | 270 Nm @ 2500-4800 | 270 Nm @ 2500-4800 | 220 Nm @ 3700-4500 | 225 Nm @ 3000-5000 | 240 Nm @ 4500 | 270 Nm @ 3750 | 270 Nm @ 3000-5000 | 315 Nm @ 3850             | 315 Nm @ 3000-4800        | 400 Nm @ 3900                        | 400 Nm @ 3000-4000                   | 385 Nm @ 4000-4750                   | 480 Nm @ 3750-4250                   | 580 Nm @ 3750                        | 616 Nm @ 3600                        | 530 Nm @ 3000                        |
| Tracción                       | Trasera | Trasera | Trasera | Trasera | Trasera | Trasera | Trasera | Trasera | Trasera | Trasera | Trasera / Total (4MATIC) | Trasera                   | Trasera / Total (4MATIC)  | Trasera                              | Trasera / Total (4MATIC)             | Trasera                              | Trasera                              | Trasera                              | Trasera                              | Trasera / Total (4MATIC)             |
| Transmisión                    | Manual, 5 velocidades (hasta 1999) / Manual, 6 velocidades / Automática, 4 velocidades (hasta 1996), Automática, 5 velocidades | Manual, 5 velocidades (hasta 1999) / Manual, 6 velocidades / Automática, 4 velocidades (hasta 1996), Automática, 5 velocidades | Manual, 5 velocidades (hasta 1999) / Manual, 6 velocidades / Automática, 4 velocidades (hasta 1996), Automática, 5 velocidades | Manual, 5 velocidades (hasta 1999) / Manual, 6 velocidades / Automática, 4 velocidades (hasta 1996), Automática, 5 velocidades | Manual, 5 velocidades (hasta 1999) / Manual, 6 velocidades / Automática, 4 velocidades (hasta 1996), Automática, 5 velocidades | Manual, 5 velocidades (hasta 1999) / Manual, 6 velocidades / Automática, 4 velocidades (hasta 1996), Automática, 5 velocidades | Manual, 5 velocidades (hasta 1999) / Manual, 6 velocidades / Automática, 4 velocidades (hasta 1996), Automática, 5 velocidades | Manual, 5 velocidades (hasta 1999) / Manual, 6 velocidades / Automática, 4 velocidades (hasta 1996), Automática, 5 velocidades | Manual, 5 velocidades (hasta 1999) / Manual, 6 velocidades / Automática, 4 velocidades (hasta 1996), Automática, 5 velocidades | Manual, 5 velocidades (hasta 1999) / Manual, 6 velocidades / Automática, 4 velocidades (hasta 1996), Automática, 5 velocidades | Manual, 5 velocidades (hasta 1999) / Manual, 6 velocidades / Automática, 4 velocidades (hasta 1996), Automática, 5 velocidades | Automática, 4 velocidades | Automática, 5 velocidades | Automática, 5 velocidades            | Automática, 5 velocidades            | Automática, 5 velocidades            | Automática, 5 velocidades            | Automática, 5 velocidades            | Automática, 5 velocidades            | Automática, 5 velocidades            |
| Peso                           | 1440 kg | 1440 kg | 1495 kg | 1510 kg | 1510 kg | 1540 kg | 1450 kg | 1500 kg | 1590 kg | 1570 kg | 1540 kg | 1600 kg                   | 1580 kg                   | 1615 kg                              | 1650 kg                              | 1610 kg                              | 1675 kg                              | 1715 kg                              | 1715 kg                              | 1710 kg                              |
| Aceleración 0–100 km/h         | 11.4 s | 11.4 s | - | 8.9 s | 8.9 s | 9.7 s | 10.5 s | 9.6 s | 9.3 s | 8.6 s | 8.5 s | 7.8 s                     | 7.7 s                     | 7.0 s                                | 6.6 s                                | 6.7 s                                | 6.2 s                                | 5.1 s                                | 5.0 s                                | 5.7 s                                |
| Velocidad máxima               | 205 km/h | 205 km/h | - | 231 km/h | 231 km/h | 222 km/h | 215 km/h | 223 km/h | 229 km/h | 230 km/h | 234 km/h | 235 km/h                  | 238 km/h                  | 250 km/h (Limitada electrónicamente) | 250 km/h (Limitada electrónicamente) | 250 km/h (Limitada electrónicamente) | 250 km/h (Limitada electrónicamente) | 250 km/h (Limitada electrónicamente) | 250 km/h (Limitada electrónicamente) | 250 km/h (Limitada electrónicamente) |
| Consumo combinado (L/100 km)   | 9.1 | 9.1 | - | 9.9 | 9.9 | 8.9 | 8.3 | 10.3 | 10.8 | 10.4 | 10.8 | 10.4                      | 10.3                      | 10.6                                 | 11.3                                 | -                                    | 11.6                                 | -                                    | -                                    | 12.1                                 |

| Motores diésel                 | Motores diésel                                    | Motores diésel                                             | Motores diésel                                             | Motores diésel                                    | Motores diésel                                             | Motores diésel                                             | Motores diésel                                    | Motores diésel                                    | Motores diésel                                             | Motores diésel                                    | Motores diésel                                    | Motores diésel             | Motores diésel                                             | Motores diésel |         |
|                                | 200 D                                             | 200 CDI                                                    | 200 CDI                                                    | 220 D                                             | 220 CDI                                                    | 220 CDI                                                    | 250 D                                             | 250 TD                                            | 270 CDI                                                    | 290 TD                                            | 300 D                                             | 300 TD                     | 320 CDI                                                    |                |         |
| ------------------------------ | ------------------------------------------------- | ---------------------------------------------------------- | ---------------------------------------------------------- | ------------------------------------------------- | ---------------------------------------------------------- | ---------------------------------------------------------- | ------------------------------------------------- | ------------------------------------------------- | ---------------------------------------------------------- | ------------------------------------------------- | ------------------------------------------------- | -------------------------- | ---------------------------------------------------------- | -------------- | ------- |
| Periodo                        | 1996-1998                                         | 1998-1999                                                  | 1999-2002                                                  | 1995-1998                                         | 1998-1999                                                  | 1999-2002                                                  | 1995-1998                                         | 1997-1999                                         | 1999-2002                                                  | 1996-1999                                         | 1995-1997                                         | 1997-1999                  | 1999-2002                                                  |                |         |
| Identificación del motor       | OM 604 D 20                                       | OM 611 DE 22 LA red                                        | OM 611 DE 22 LA red                                        | OM 604 D 22                                       | OM 611 DE 22 LA                                            | OM 611 DE 22 LA                                            | OM 605 D 25                                       | OM 605 D 25 LA                                    | OM 612 DE 27 LA                                            | OM 602 DE 29 LA                                   | OM 606 D 30                                       | OM 606 D 30 LA             | OM 613 DE 32 LA                                            |                |         |
| Tipo de motor                  | L4 16v                                            | L4 16v, inyección directa, common-rail, turbo, intercooler | L4 16v, inyección directa, common-rail, turbo, intercooler | L4 16v                                            | L4 16v, inyección directa, common-rail, turbo, intercooler | L4 16v, inyección directa, common-rail, turbo, intercooler | L5 20v                                            | L5 20v, turbo, intercooler                        | L5 20v, inyección directa, common-rail, turbo, intercooler | L5 10v, inyección directa, turbo, intercooler     | L6 24v                                            | L6 24v, turbo, intercooler | L6 24v, inyección directa, common-rail, turbo, intercooler |                |         |
| Diámetro x carrera             | 87.0 mm × 84.0 mm                                 | 88.0 mm × 88.4 mm                                          | 88.0 mm × 88.3 mm                                          | 89.0 mm × 86.6 mm                                 | 88.0 mm × 88.4 mm                                          | 88.0 mm × 88.3 mm                                          | 87.0 mm × 84.0 mm                                 | 87.0 mm × 84.0 mm                                 | 88.0 mm × 88.3 mm                                          | 89.0 mm × 92.4 mm                                 | 87.0 mm × 84.0 mm                                 | 87.0 mm × 84.0 mm          | 88.0 mm × 88.3 mm                                          |                |         |
| Cilindrada                     | 1997 cm³                                          | 2151 cm³                                                   | 2148 cm³                                                   | 2155 cm³                                          | 2151 cm³                                                   | 2148 cm³                                                   | 2497 cm³                                          | 2497 cm³                                          | 2685 cm³                                                   | 2874 cm³                                          | 2996 cm³                                          | 2996 cm³                   | 3222 cm³                                                   |                |         |
| Relación de compresión         | 22.0: 1                                           | 19.0: 1                                                    | 18.0: 1                                                    | 22.0: 1                                           | 19.0: 1                                                    | 18.0: 1                                                    | 22.0: 1                                           | 22.0: 1                                           | 18.0: 1                                                    | 22.0: 1                                           | 22.0: 1                                           | 22.0: 1                    | 18.0: 1                                                    |                |         |
| Potencia máxima: CV (kW) @ rpm | 88 CV (65 kW) @ 5000                              | 102 CV (75 kW) @ 4200                                      | 115 CV (85 kW) @ 4200                                      | 95 CV (70 kW) @ 5000                              | 125 CV (92 kW) @ 4200                                      | 143 CV (105 kW) @ 4200                                     | 113 CV (83 kW) @ 5000                             | 150 CV (110 kW) @ 4400                            | 170 CV (125 kW) @ 4200                                     | 129 CV (95 kW) @ 4000                             | 136 CV (100 kW) @ 5000                            | 177 CV (130 kW) @ 4400     | 197 CV (145 kW) @ 4200                                     |                |         |
| Par máximo: Nm @ rpm           | 135 Nm @ 2000                                     | 235 Nm @ 1500-2600                                         | 250 Nm @ 1400-2600                                         | 150 Nm @ 3100                                     | 300 Nm @ 1800-2600                                         | 315 Nm @ 1800-2600                                         | 170 Nm @ 3200                                     | 280 Nm @ 1800-3600                                | 370 Nm @ 1600-2800                                         | 300 Nm @ 1800                                     | 210 Nm @ 2200                                     | 330 Nm @ 1600-3600         | 470 Nm @ 1800-2600                                         |                |         |
| Tracción                       | Trasera                                           | Trasera                                                    | Trasera                                                    | Trasera                                           | Trasera                                                    | Trasera                                                    | Trasera                                           | Trasera                                           | Trasera                                                    | Trasera                                           | Trasera                                           | Trasera                    | Trasera                                                    | Trasera        | Trasera |
| Transmisión                    | Manual, 5 velocidades / Automática 5, velocidades | Manual, 5 velocidades / Automática 5, velocidades          | Manual, 6 velocidades / Automática, 5 velocidades          | Manual, 5 velocidades / Automática 5, velocidades | Manual, 5 velocidades / Automática 5, velocidades          | Manual, 6 velocidades / Automática 5, velocidades          | Manual, 5 velocidades / Automática 5, velocidades | Manual, 5 velocidades / Automática 5, velocidades | Manual, 6 velocidades / Automática 5, velocidades          | Manual, 5 velocidades / Automática 5, velocidades | Manual, 5 velocidades / Automática 5, velocidades | Automática, 5 velocidades  | Automática, 5 velocidades                                  |                |         |
| Peso                           | 1460 kg                                           | 1540 kg                                                    | 1590 kg                                                    | 1460 kg                                           | 1540 kg                                                    | 1590 kg                                                    | 1510 kg                                           | 1560 kg                                           | 1630 kg                                                    | 1540 kg                                           | 1560 kg                                           | 1630 kg                    | 1660 kg                                                    |                |         |
| Aceleración 0–100 km/h         | 17.6 s                                            | 13.7 s                                                     | 12.5 s                                                     | 17.0 s                                            | 11.2 s                                                     | 10.4 s                                                     | 15.3 s                                            | 10.4 s                                            | 9.0 s                                                      | 11.5 s                                            | 12.9 s                                            | 8.9 s                      | 8.3 s                                                      |                |         |
| Velocidad máxima               | 177 km/h                                          | 187 km/h                                                   | 199 km/h                                                   | 180 km/h                                          | 200 km/h                                                   | 213 km/h                                                   | 193 km/h                                          | 206 km/h                                          | 225 km/h                                                   | 195 km/h                                          | 205 km/h                                          | 220 km/h                   | 230 km/h                                                   |                |         |
| Consumo combinado (L/100 km)   | 7.6                                               | 6.3                                                        | 6.2                                                        | 6.6                                               | 6.3                                                        | 6.2                                                        | 7.0                                               | 8.0                                               | 6.9                                                        | 6.8                                               | 7.4                                               | 7.9                        | 7.8                                                        |                |         |

## Tercera generación (W211, 2002-2009)
El W211 fue lanzado al mercado en marzo de 2002 con carrocerías sedán y familiar respectivamente. El Mercedes-Benz Clase CLS es un sedán de cuatro puertas basado en el Clase E con un diseño más agresivo.

### Motorizaciones
Motores diésel:
/E200 CDI: 122/136 cv, 4 cilindros en línea y 2.2L
/E220 CDI: 150/170 cv, 4 cilindros en línea y 2.2L
/E270 CDI: 177 cv, 5 cilindros en línea y 2.7L
/E280 CDI: 177 cv, 6 cilindros en línea y 3.2L
/E280 CDI: 190 cv, 6 cilindros en V y 3.0L
/E300 BlueTec: 211 cv, 6 cilindros en V y 3.0L
/E320 CDI: 204 cv, 6 cilindros en línea y 3.2L
/E320 CDI: 224 cv, 6 cilindros en V y 3.0L
/E400 CDI: 260 cv, 8 cilindros en V y 4.0L
/E420 CDI: 314 cv, 8 cilindros en V y 4.0L
Motores gasolina:
/E200 Kompressor: 163/184 cv, 4 cilindros en línea y 1.8L
/E240: 170 cv, 6 cilindros en V y 2.6L
/E280: 231 cv, 6 cilindros en V y 3.0L
/E320: 218 cv, 6 cilindros en V y 3.2L
/E350: 272 cv, 6 cilindros en V y 3.5L
/E500: 306/388 cv, 8 cilindros en V y 5.0/5.5L
/E55 AMG: 476 cv, 8 cilindros en V y 5.5L
/E63 AMG: 514 cv, 8 cilindros en V y 6.2L
| Periodo                        | 2004-2008                                                    | 2003-2006                                         | 2006-2009                                         | 2002-2005                                         | 2005-2009                                                                     | 2002-2005                 | 2005-2009                                                              | 2002-2006                                                              | 2006-2009                                                              | 2003-2006                            | 2006-2009                            |                                      |
| Identificación del motor       | M 271 E 18 ML NGT                                            | M 271 E 18 ML                                     | M 271 E 18 ML                                     | M 112 E 26                                        | M 272 E 30                                                                    | M 112 E 32                | M 272 E 35                                                             | M 113 E 50                                                             | M 273 E 55                                                             | M 113 E 55 ML                        | M 156 E 63                           |                                      |
| Tipo de motor                  | L4 16v, compresor, intercooler, preparación para gas natural | L4 16v, compresor, intercooler                    | L4 16v, compresor, intercooler                    | V6 18v                                            | V6 24v                                                                        | V6 18v                    | V6 24v                                                                 | V8 24v                                                                 | V8 32v                                                                 | V8 24v, compresor, intercooler       | V8 32v                               |                                      |
| Diámetro x carrera             | 82.0 mm × 85.0 mm                                            | 82.0 mm × 85.0 mm                                 | 82.0 mm × 85.0 mm                                 | 89.9 mm × 68.2 mm                                 | 88.0 mm × 82.1 mm                                                             | 89.9 mm × 84.0 mm         | 92.9 mm × 86.0 mm                                                      | 97.0 mm × 84.0 mm                                                      | 98.0 mm × 90.5 mm                                                      | 97.0 mm × 92.0 mm                    | 102.2 mm × 94.6 mm                   |                                      |
| Cilindrada                     | 1796 cm³                                                     | 1796 cm³                                          | 1796 cm³                                          | 2597 cm³                                          | 2996 cm³                                                                      | 3199 cm³                  | 3498 cm³                                                               | 4966 cm³                                                               | 5461 cm³                                                               | 5439 cm³                             | 6208 cm³                             |                                      |
| Relación de compresión         | 9.5: 1                                                       | 9.5: 1                                            | 8.5: 1                                            | 11.0: 1                                           | 11.3: 1                                                                       | 10.0: 1                   | 10.7: 1                                                                | 9.5: 1                                                                 | 10.7: 1                                                                | 9.0: 1                               | 11.3: 1                              |                                      |
| Potencia máxima: CV (kW) @ rpm | 163 CV (120 kW) @ 5500                                       | 163 CV (120 kW) @ 5500                            | 184 CV (135 kW) @ 5500                            | 177 CV (130 kW) @ 5700                            | 231 CV (170 kW) @ 6000                                                        | 224 CV (165 kW) @ 5600    | 272 CV (200 kW) @ 6000                                                 | 306 CV (225 kW) @ 5600                                                 | 388 CV (285 kW) @ 6000                                                 | 476 CV (350 kW) @ 6100               | 514 CV (378 kW) @ 5800               |                                      |
| Par máximo: Nm @ rpm           | 240 Nm @ 3000-4000                                           | 240 Nm @ 3000-4000                                | 250 Nm @ 3500-4000                                | 240 Nm @ 4500                                     | 300 Nm @ 2500-5000                                                            | 315 Nm @ 3000-4800        | 350 Nm @ 2400-5500                                                     | 460 Nm @ 2700-4200                                                     | 530 Nm @ 2800-4800                                                     | 700 Nm @ 2650-4500                   | 630 Nm @ 5200                        |                                      |
| Tracción                       | Trasera                                                      | Trasera                                           | Trasera                                           | Trasera / Total (4MATIC)                          | Trasera / Total (4MATIC)                                                      | Trasera / Total (4MATIC)  | Trasera / Total (4MATIC)                                               | Trasera / Total (4MATIC)                                               | Trasera / Total (4MATIC)                                               | Trasera                              | Trasera                              |                                      |
| Transmisión                    | Automática, 5 velocidades                                    | Manual, 6 velocidades / Automática, 5 velocidades | Manual, 6 velocidades / Automática, 5 velocidades | Manual, 6 velocidades / Automática, 5 velocidades | Manual, 6 velocidades / Automática, 5 velocidades / Automática, 7 velocidades | Automática, 5 velocidades | Automática, 5 velocidades (4MATIC)/ Automática, 7 velocidades(TRASERA) | Automática, 5 velocidades (4MATIC)/ Automática, 7 velocidades(TRASERA) | Automática, 5 velocidades (4MATIC)/ Automática, 7 velocidades(TRASERA) | Automática, 5 velocidades            | Automática, 7 velocidades            |                                      |
| Peso                           | 1690 kg                                                      | 1470 kg                                           | 1505 kg                                           | 1495 kg                                           | 1575 kg                                                                       | 1570 kg                   | 1605 kg                                                                | 1650 kg                                                                | 1710 kg                                                                | 1760 kg                              | 1765 kg                              |                                      |
| Aceleración 0–100 km/h         | 10.7 s                                                       | 9.6 s                                             | 9.1 s                                             | 8.9 s                                             | 7.3 s                                                                         | 7.7 s                     | 6.9 s                                                                  | 6.1 s                                                                  | 5.3 s                                                                  | 4.7 s                                | 4.5 s                                |                                      |
| Velocidad máxima               | 227 km/h                                                     | 230 km/h                                          | 236 km/h                                          | 236 km/h                                          | 250 km/h (Limitada electrónicamente)                                          | 245 km/h                  | 250 km/h (Limitada electrónicamente)                                   | 250 km/h (Limitada electrónicamente)                                   | 250 km/h (Limitada electrónicamente)                                   | 250 km/h (Limitada electrónicamente) | 250 km/h (Limitada electrónicamente) | 250 km/h (Limitada electrónicamente) |
| Consumo combinado (L/100 km)   | 9.0                                                          | 8.4                                               | 8.2                                               | 10.7                                              | 9.6                                                                           | 10.0                      | 9.7                                                                    | 11.5                                                                   | 11.5                                                                   | 14.3                                 | 14.3                                 |                                      |

| Motores diésel                 | Motores diésel                                             | Motores diésel                                             | Motores diésel                                             | Motores diésel                                             | Motores diésel                                             | Motores diésel                                             | Motores diésel                                                                | Motores diésel                                             | Motores diésel                                             | Motores diésel                                             | Motores diésel                                             |
|                                | 200 CDI                                                    | 200 CDI                                                    | 220 CDI                                                    | 220 CDI                                                    | 270 CDI                                                    | 280 CDI                                                    | 280 CDI                                                                       | 320 CDI                                                    | 320 CDI                                                    | 400 CDI                                                    | 420 CDI                                                    |
| ------------------------------ | ---------------------------------------------------------- | ---------------------------------------------------------- | ---------------------------------------------------------- | ---------------------------------------------------------- | ---------------------------------------------------------- | ---------------------------------------------------------- | ----------------------------------------------------------------------------- | ---------------------------------------------------------- | ---------------------------------------------------------- | ---------------------------------------------------------- | ---------------------------------------------------------- |
| Periodo                        | 2003-2006                                                  | 2006-2009                                                  | 2002-2006                                                  | 2006-2009                                                  | 2002-2005                                                  | 2005-2006                                                  | 2005-2009                                                                     | 2003-2006                                                  | 2005-2009                                                  | 2003-2006                                                  | 2006-2009                                                  |
| Identificación del motor       | OM 646 DE 22 LA red                                        | OM 646 DE 22 LA EVO red                                    | OM 646 DE 22 LA                                            | OM 646 DE 22 LA EVO                                        | OM 647 DE 27 LA                                            | OM 648 DE 32 LA red                                        | OM 642 DE 30 LA red                                                           | OM 648 DE 32 LA                                            | OM 642 DE 30 LA                                            | OM 628 DE 40 LA                                            | OM 629 DE 40 LA                                            |
| Tipo de motor                  | L4 16v, inyección directa, common-rail, turbo, intercooler | L4 16v, inyección directa, common-rail, turbo, intercooler | L4 16v, inyección directa, common-rail, turbo, intercooler | L4 16v, inyección directa, common-rail, turbo, intercooler | L5 20v, inyección directa, common-rail, turbo, intercooler | L6 24v, inyección directa, common-rail, turbo, intercooler | V6 24v, inyección directa, common-rail, turbo, intercooler                    | L6 24v, inyección directa, common-rail, turbo, intercooler | V6 24v, inyección directa, common-rail, turbo, intercooler | V8 32v, inyección directa, common-rail, turbo, intercooler | V8 32v, inyección directa, common-rail, turbo, intercooler |
| Diámetro x carrera             | 88.0 mm × 88.3 mm                                          | 88.0 mm × 88.3 mm                                          | 88.0 mm × 88.3 mm                                          | 88.0 mm × 88.3 mm                                          | 88.0 mm × 88.3 mm                                          | 88.0 mm × 88.3 mm                                          | 83.0 mm × 92.0 mm                                                             | 88.0 mm × 88.3 mm                                          | 83.0 mm × 92.0 mm                                          | 86.0 mm × 86.0 mm                                          | 86.0 mm × 86.0 mm                                          |
| Cilindrada                     | 2148 cm³                                                   | 2148 cm³                                                   | 2148 cm³                                                   | 2148 cm³                                                   | 2685 cm³                                                   | 3222 cm³                                                   | 2987 cm³                                                                      | 3222 cm³                                                   | 2987 cm³                                                   | 3996 cm³                                                   | 3996 cm³                                                   |
| Relación de compresión         | 18.0: 1                                                    | 17.5: 1                                                    | 18.0: 1                                                    | 17.5: 1                                                    | 18.0: 1                                                    | 17.5: 1                                                    | 17.7: 1                                                                       | 17.5: 1                                                    | 17.7: 1                                                    | 18.5: 1                                                    | 17.0: 1                                                    |
| Potencia máxima: CV (kW) @ rpm | 122 CV (90 kW) @ 4200                                      | 136 CV (100 kW) @ 3800                                     | 150 CV (110 kW) @ 4200                                     | 170 CV (125 kW) @ 3800                                     | 177 CV (130 kW) @ 4200                                     | 177 CV (130 kW) @ 4200                                     | 190 CV (140 kW) @ 4000                                                        | 204 CV (150 kW) @ 4200                                     | 224 CV (165 kW) @ 3800                                     | 260 CV (191 kW) @ 4000                                     | 314 CV (231 kW) @ 3600                                     |
| Par máximo: Nm @ rpm           | 270 Nm @ 1400-2800                                         | 2000                                                       | 2000                                                       | 400 Nm @ 2000                                              | 400 Nm @ 1800                                              | 425 Nm @ 1800                                              | 440 Nm @ 1400                                                                 | 500 Nm @ 1600                                              | 510 Nm @ 1600                                              | 560 Nm @ 1700-2600                                         | 730 Nm @ 2200                                              |
| Tracción                       | Trasera                                                    | Trasera                                                    | Trasera                                                    | Trasera                                                    | Trasera                                                    | Trasera / Total (4MATIC)                                   | Trasera / Total (4MATIC)                                                      | Trasera / Total (4MATIC)                                   | Trasera / Total (4MATIC)                                   | Trasera                                                    | Trasera                                                    |
| Transmisión                    | Manual, 6 velocidades / Automática, 5 velocidades          | Manual, 6 velocidades / Automática, 5 velocidades          | Manual, 6 velocidades / Automática, 5 velocidades          | Manual, 6 velocidades / Automática, 5 velocidades          | Manual, 6 velocidades / Automática, 5 velocidades          | Automática, 5 velocidades                                  | Manual, 6 velocidades / Automática, 5 velocidades / Automática, 7 velocidades | Automática, 5 velocidades                                  | Automática, 5 velocidades / Automática, 7 velocidades      | Automática, 5 velocidades                                  | Automática, 7 velocidades                                  |
| Peso                           | 1525 kg                                                    | 1540 kg                                                    | 1535 kg                                                    | 1540 kg                                                    | 1590 kg                                                    | 1605 kg                                                    | 1584 kg                                                                       | 1605 kg                                                    | 1665 kg                                                    | 1760 kg                                                    | 1835 kg                                                    |
| Aceleración 0–100 km/h         | 12.1 s                                                     | 9.9 s                                                      | 10.1 s                                                     | 8.4 s                                                      | 9.0 s                                                      | 9.2 s                                                      | 7.6 s                                                                         | 7.5 s                                                      | 6.8 s                                                      | 6.9 s                                                      | 6.1 s                                                      |
| Velocidad máxima               | 205 km/h                                                   | 214 km/h                                                   | 216 km/h                                                   | 227 km/h                                                   | 230 km/h                                                   | 228 km/h                                                   | 241 km/h                                                                      | 243 km/h                                                   | 250 km/h (Limitada electrónicamente)                       | 250 km/h (Limitada electrónicamente)                       | 250 km/h (Limitada electrónicamente)                       |
| Consumo combinado (L/100 km)   | 6.0                                                        | 6.3                                                        | 6.3                                                        | 6.3                                                        | 6.5                                                        | 7.3                                                        | 6.9                                                                           | 6.9                                                        | 7.3                                                        | 9.4                                                        | 9.3                                                        |

## Cuarta generación (W212, 2009-2017)
El W212 se presentó oficialmente en el Salón del Automóvil de Detroit de 2009 con carrocería sedán, y se comenzó a vender en marzo de ese año. El familiar se mostró por primera vez en agosto. A finales de 2009, se pusieron a la venta las versiones con carrocerías cupé y descapotable.
Según Mercedes-Benz, el Clase E con estas carrocerías reemplazará al Mercedes-Benz Clase CLK, pese a que el nuevo modelo es mucho más largo y costoso. Por su parte, ciertos medios periodísticos creen que el sustituto directo del CLK tomará otro nombre (por ejemplo, Mercedes-Benz Clase C), y el Clase E se posicionará entre éste y el Mercedes-Benz Clase CL. Este último sería renombrado más tarde a Mercedes-Benz Clase S, y recibiría una variante descapotable.
En 2013 todos los Mercedes W212 incorporaban de serie el sistema Start-Stop o Función de parada y arranque ECO que desconecta el motor automáticamente siempre que el vehículo esté detenido. Esta función permite ahorrar combustible y reducir las emisiones.
También incorporaban de serie el sistema Attention Assist mediante el cual los sensores analizan el comportamiento del conductor y pueden reconocer cambios en el perfil de accionamiento del volante elaborado previamente. El sistema puede advertir al conductor si detecta un aumento de las distracciones el cansancio.
A partir de 2013 también incorporan de serie los sistemas de protección preventiva de los ocupantes Pre-Safe, el Collision Prevention Assist, el capó activo para protección de peatones y los reposacabezas Neck-Pro.

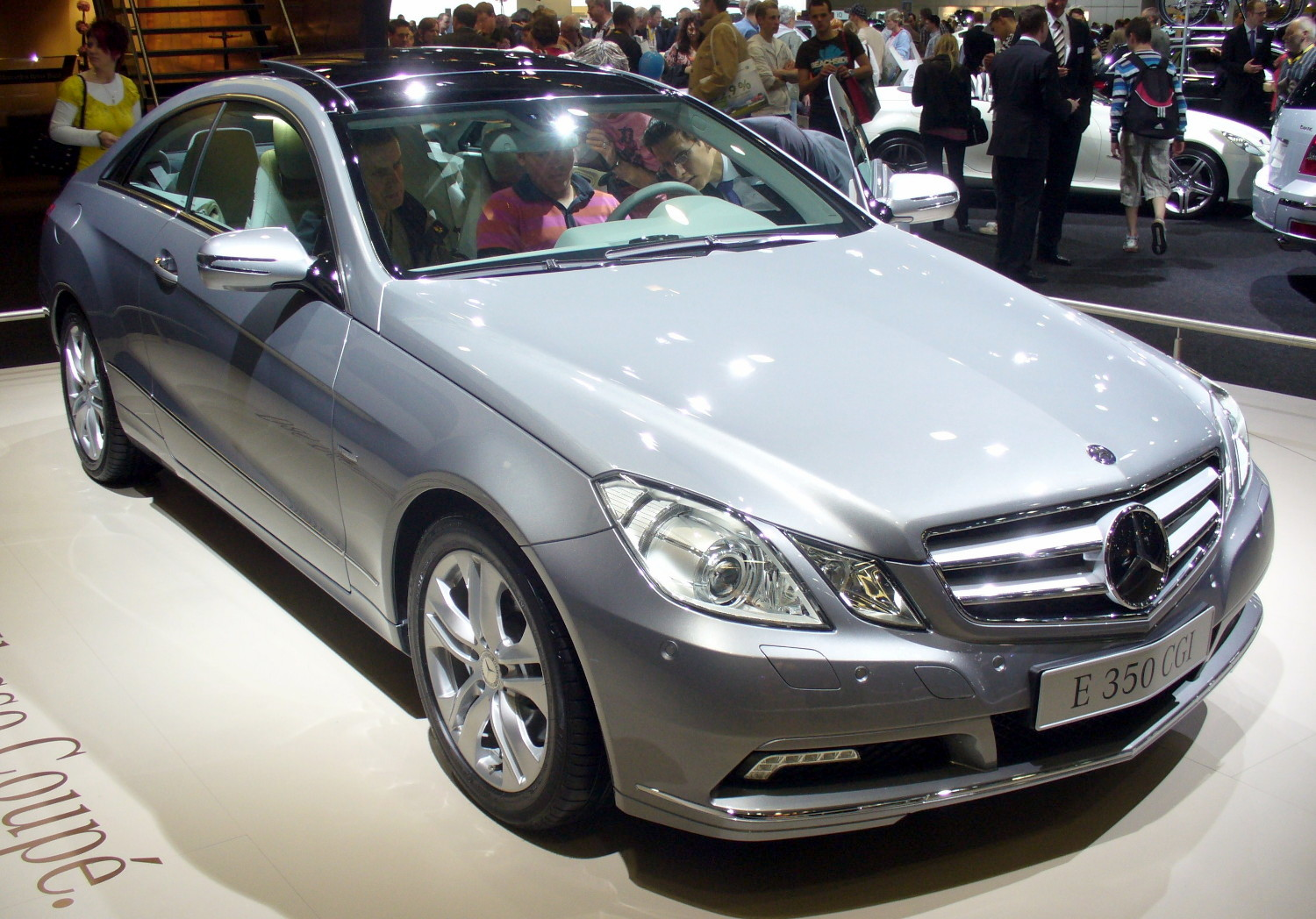
Frontal del Clase E Coupé.
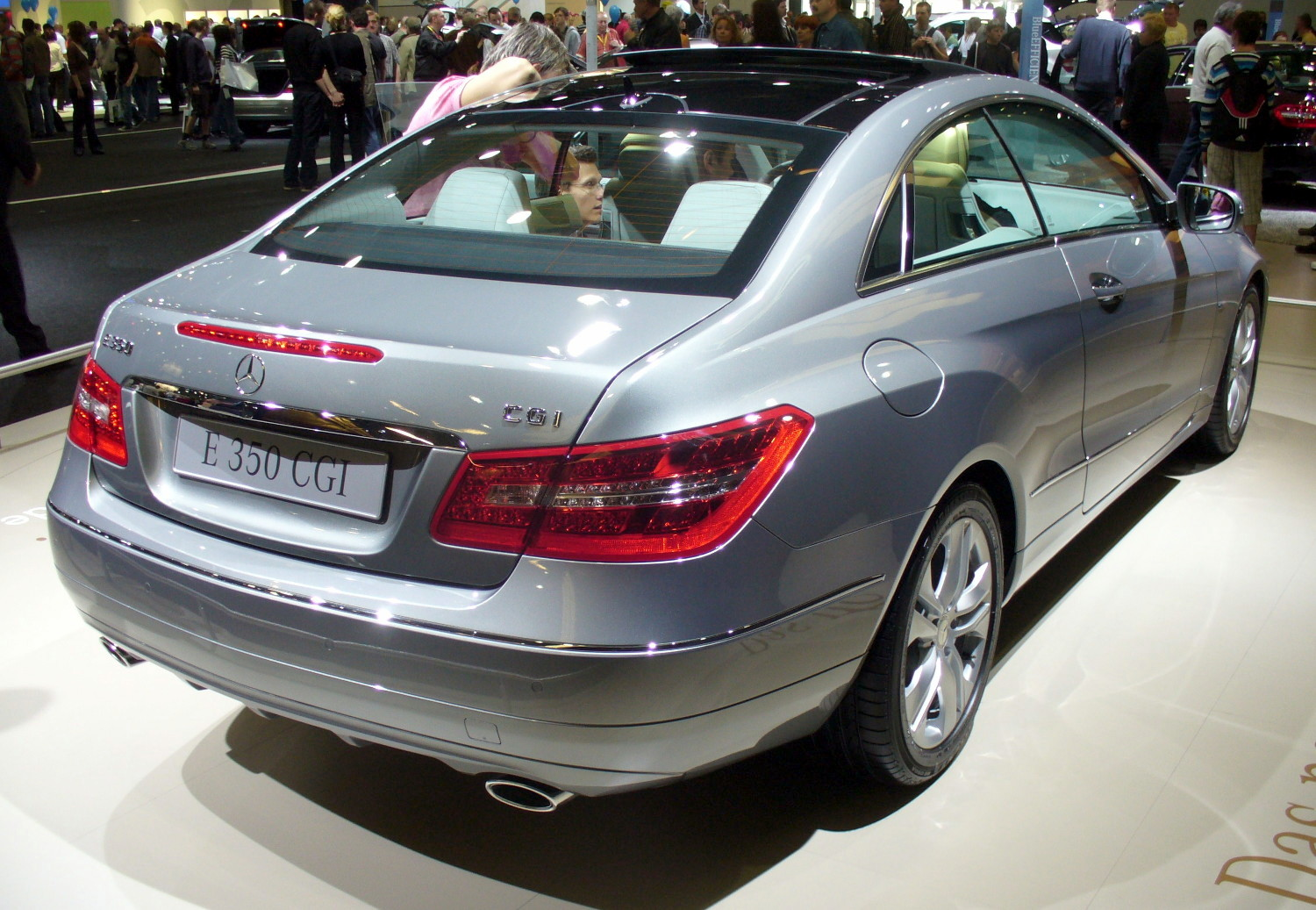
Parte trasera del Clase E Coupé.
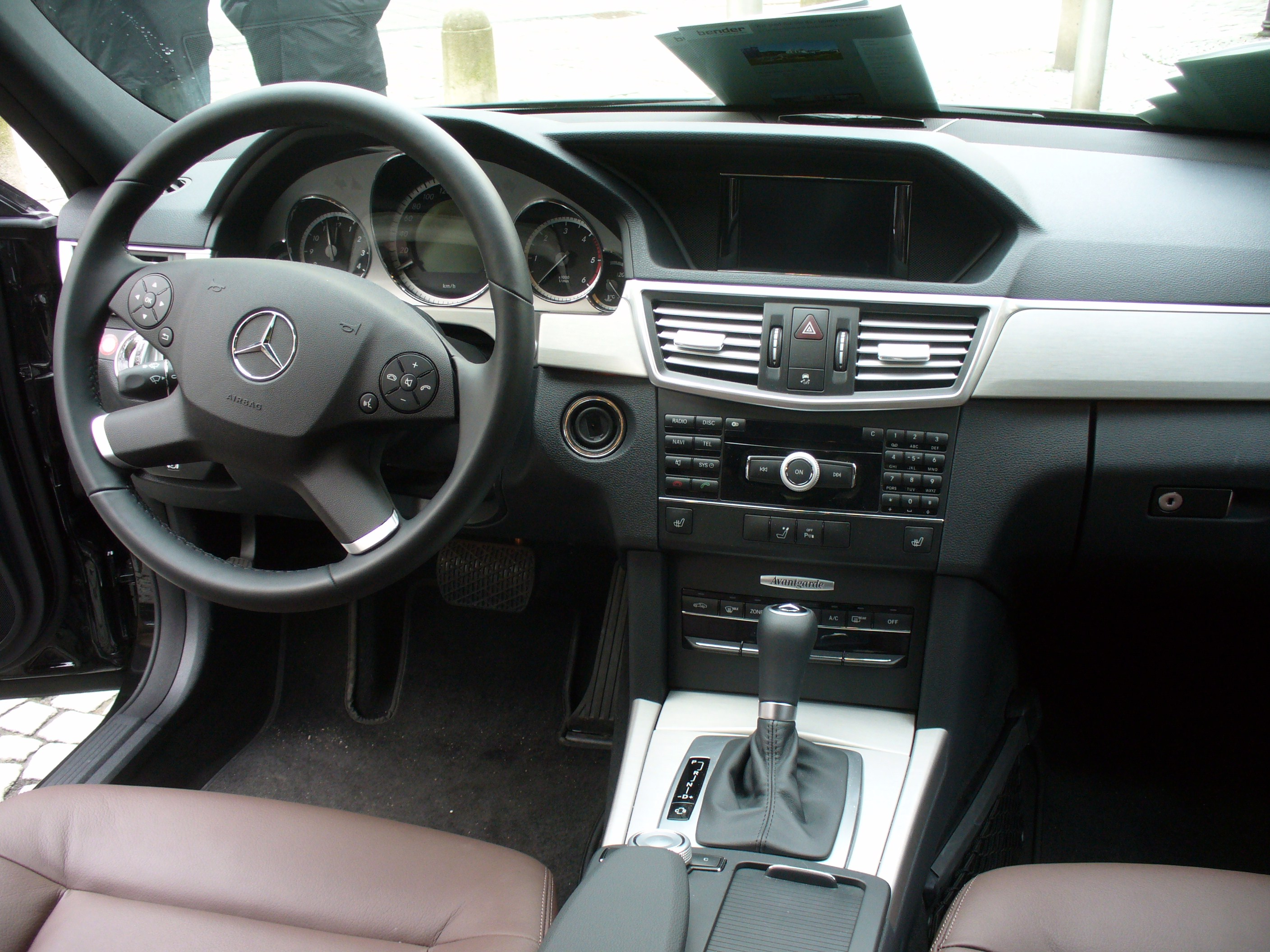
Interior.
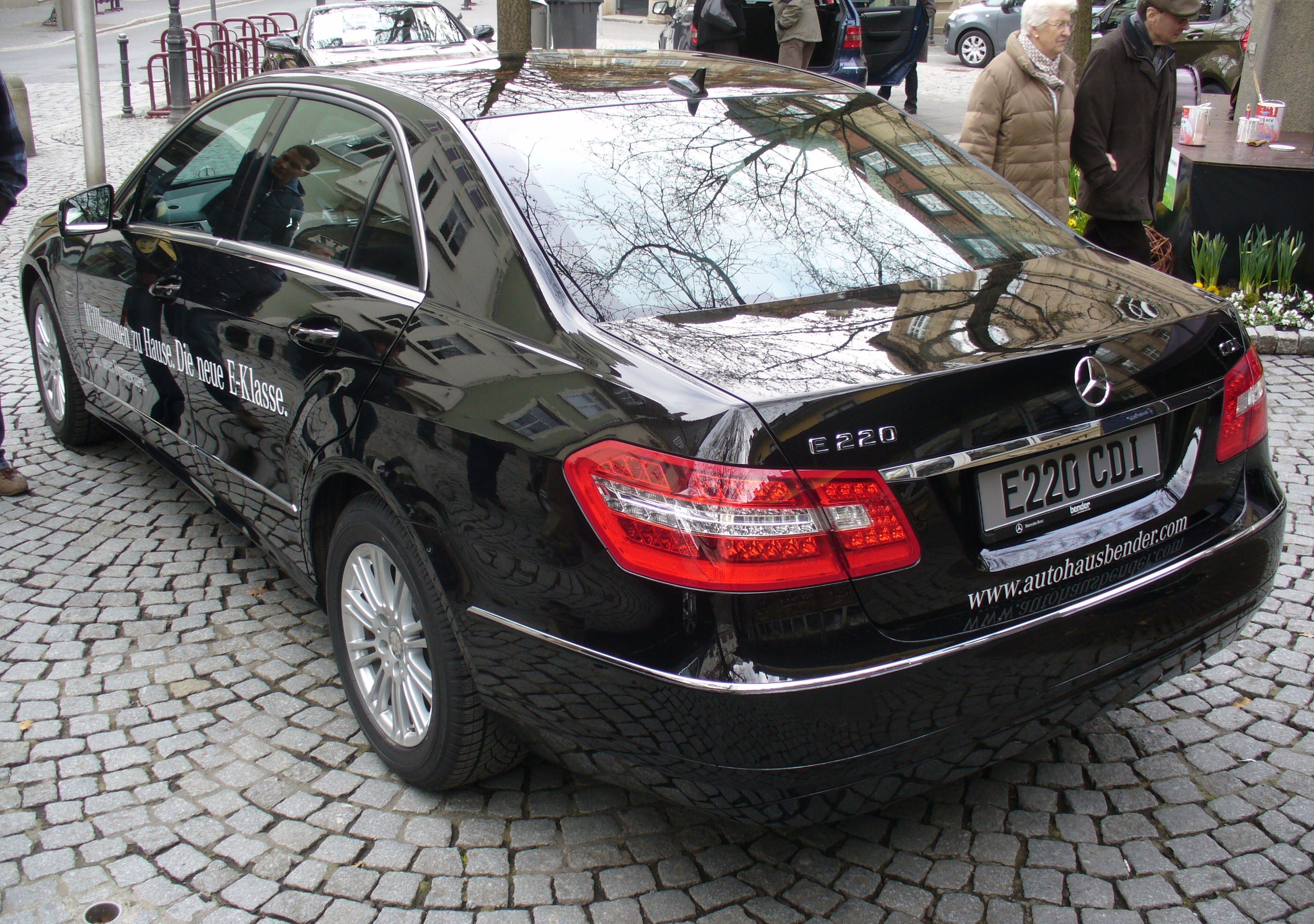
Parte trasera del Clase E sedán.

### Motorizaciones
Los motores de gasolina del W212 son un cuatro cilindros en línea de 1.8 litros y 184 CV ("E 200 CGI BlueEfficiency") o 204 CV ("E 250 CGI BlueEfficiency"), un 3.5 litros y 272 CV ("E 350") o 292 CV ("E 350 CGI BlueEfficiency"), y un ocho cilindros en V de 5.5 litros y 388 CV ("E 500"). Las opciones diésel serán un cuatro cilindros en línea de 2.1 litros y 136 CV ("E 200 CDI BlueEfficiency"), 170 CV ("E 220 CDI BlueEfficiency") o 204 CV ("E 250 CDI BlueEfficiency"), y un seis cilindros en V de 3.0 litros y 211 CV ("E 350 BlueTec") o 265 CV ("E 350 CDI BlueEfficiency").
| Periodo                        | 2011-2013                                                    | 2013-2016                                                                   | 2009-2013                                                                     | 2013-2016                                         | 2009-2013                                             | 2013-2016                                     | 2009-2011                 | 2011-2016                            | 2011-2014                            | 2009-2011                            | 2009-2011                            | 2011-2014                            | 2012-2016                                  | 2013-2014                                       | 2014-2016                                       | 2009-2011                            | 2011-2016                                       | 2009-2011                            | 2011-2013                                               | 2013-2016                                       | 2013-2016                                       |
| Identificación del motor       | M 271 E 18 ML NGT                                            | M 274 DE 20 AL NGD                                                          | M 271 DE 18 ML                                                                | M 274 DE 20 AL red                                | M 271 DE 18 ML                                        | M 274 DE 20 AL                                | M 272 KE 30               | M 272 KE 30                          | M 276 DE 35 red                      | M 272 E 35                           | M 272 DE 35                          | M 276 DE 35                          | M 276 DE 35                                | M 276 DE 30 AL                                  | M 276 DE 35 AL                                  | M 273 E 55                           | M 278 DE 46 AL red                              | M 156 E 63                           | M 157 DE 55 AL                                          | M 157 DE 55 AL                                  | M 157 DE 55 AL                                  |
| Tipo de motor                  | L4 16v, compresor, intercooler, preparación para gas natural | L4 16v, inyección directa, turbo, intercooler, preparación para gas natural | L4 16v, inyección directa, turbo, intercooler                                 | L4 16v, inyección directa, turbo, intercooler     | L4 16v, inyección directa, turbo, intercooler         | L4 16v, inyección directa, turbo, intercooler | V6 24v                    | V6 24v                               | V6 24v, inyección directa            | V6 24v                               | V6 24v, inyección directa            | V6 24v, inyección directa            | V6 24v, inyección directa, motor eléctrico | V6 24v, inyección directa, biturbo, intercooler | V6 24v, inyección directa, biturbo, intercooler | V8 32v                               | V8 32v, inyección directa, biturbo, intercooler | V8 32v                               | V8 32v, inyección directa, biturbo, intercooler         | V8 32v, inyección directa, biturbo, intercooler | V8 32v, inyección directa, biturbo, intercooler |
| Diámetro x carrera             | 82.0 mm × 85.0 mm                                            | 83.0 mm × 92.0 mm                                                           | 82.0 mm × 85.0 mm                                                             | 83.0 mm × 92.0 mm                                 | 82.0 mm × 85.0 mm                                     | 83.0 mm × 92.0 mm                             | 88.0 mm × 82.1 mm         | 88.0 mm × 82.1 mm                    | 92.9 mm × 86.0 mm                    | 92.9 mm × 86.0 mm                    | 92.9 mm × 86.0 mm                    | 92.9 mm × 86.0 mm                    | 92.9 mm × 86.0 mm                          | 88.0 mm × 82.1 mm                               | 92.9 mm × 86.0 mm                               | 98.0 mm × 90.5 mm                    | 92.9 mm × 86.0 mm                               | 102.2 mm × 94.6 mm                   | 98.0 mm × 90.5 mm                                       | 98.0 mm × 90.5 mm                               | 98.0 mm × 90.5 mm                               |
| Cilindrada                     | 1796 cm³                                                     | 1991 cm³                                                                    | 1796 cm³                                                                      | 1991 cm³                                          | 1796 cm³                                              | 1991 cm³                                      | 2996 cm³                  | 2996 cm³                             | 3498 cm³                             | 3498 cm³                             | 3498 cm³                             | 3498 cm³                             | 3498 cm³                                   | 2996 cm³                                        | 3498 cm³                                        | 5461 cm³                             | 4663 cm³                                        | 6208 cm³                             | 5461 cm³                                                | 5461 cm³                                        | 5461 cm³                                        |
| Relación de compresión         | 9.5: 1                                                       | 11.0: 1                                                                     | 9.3: 1                                                                        | 9.8: 1                                            | 9.3: 1                                                | 9.8: 1                                        | 11.3: 1                   | 11.3: 1                              | 12.0: 1                              | 10.7: 1                              | 12.2: 1                              | 12.2: 1                              | 12.0: 1                                    | 10.5: 1                                         | 10.5: 1                                         | 10.7: 1                              | 10.7: 1                                         | 11.3: 1                              | 11.3: 1                                                 | 11.3: 1                                         | 10.0: 1                                         |
| Potencia máxima: CV (kW) @ rpm | 163 CV (120 kW) @ 5500                                       | 156 CV (115 kW) @ 5250                                                      | 184 CV (135 kW) @ 5250                                                        | 184 CV (135 kW) @ 5500                            | 204 CV (150 kW) @ 5500                                | 211 CV (155 kW) @ 5500                        | 231 CV (170 kW) @ 6000    | 245 CV (180 kW) @ 6000               | 252 CV (185 kW) @ 6500               | 272 CV (200 kW) @ 6000               | 292 CV (215 kW) @ 6400               | 306 CV (225 kW) @ 6500               | 306 CV (225 kW) @ 6500 + 27 CV (20 kW)     | 333 CV (245 kW) @ 5250-6000                     | 333 CV (245 kW) @ 5250-6000                     | 388 CV (285 kW) @ 6000               | 408 CV (300 kW) @ 5000-5750                     | 525 CV (386 kW) @ 6800               | 525 CV (386 kW) @ 5250-5750 557 CV (410 kW) @ 5250-5750 | 557 CV (410 kW) @ 5500                          | 585 CV (430 kW) @ 5500                          |
| Par máximo: Nm @ rpm           | 240 Nm @ 3000-4000                                           | 270 Nm @ 1250-4000                                                          | 270 Nm @ 1800-4600                                                            | 270 Nm @ 1200-4000                                | 310 Nm @ 2000-4300                                    | 350 Nm @ 1200-4000                            | 300 Nm @ 2500-5000        | 300 Nm @ 2500-5000                   | 340 Nm @ 3500-4500                   | 350 Nm @ 2400-5000                   | 365 Nm @ 3000-5100                   | 370 Nm @ 3500-5250                   | 370 Nm @ 3500-5250 + 250 Nm                | 480 Nm @ 1400-4000                              | 480 Nm @ 1200-4000                              | 530 Nm @ 2800-4800                   | 600 Nm @ 1600-4750                              | 630 Nm @ 5200                        | 700 Nm @ 1750-5000 / 800 Nm @ 2000-4500                 | 720 Nm @ 1750-5250                              | 800 Nm @ 1750-5000                              |
| Tracción                       | Trasera                                                      | Trasera                                                                     | Trasera                                                                       | Trasera                                           | Trasera                                               | Trasera                                       | Trasera                   | Trasera                              | Trasera / Total (4MATIC)             | Trasera / Total (4MATIC)             | Trasera                              | Trasera / Total (4MATIC)             | Trasera                                    | Trasera / Total (4MATIC)                        | Trasera / Total (4MATIC)                        | Trasera / Total (4MATIC)             | Trasera / Total (4MATIC)                        | Trasera                              | Trasera                                                 | Trasera / Total (4MATIC)                        | Total (4MATIC)                                  |
| Transmisión                    | Automática, 5 velocidades                                    | Automática, 7 velocidades                                                   | Manual, 6 velocidades / Automática, 5 velocidades / Automática, 7 velocidades | Manual, 6 velocidades / Automática, 7 velocidades | Automática, 5 velocidades / Automática, 7 velocidades | Automática, 7 velocidades                     | Automática, 7 velocidades | Automática, 7 velocidades            | Automática, 7 velocidades            | Automática, 7 velocidades            | Automática, 7 velocidades            | Automática, 7 velocidades            | Automática, 7 velocidades                  | Automática, 7 velocidades                       | Automática, 7 velocidades                       | Automática, 7 velocidades            | Automática, 7 velocidades                       | Automática, 7 velocidades            | Automática, 7 velocidades                               | Automática, 7 velocidades                       | Automática, 7 velocidades                       |
| Peso                           | 1540 kg                                                      | 1720 kg                                                                     | 1540 kg                                                                       | 1540 kg                                           | 1575 kg                                               | 1680 kg                                       | -                         | -                                    | 1655 kg                              | -                                    | 1660 kg                              | 1660 kg                              | -                                          | 1735 kg                                         | 1710 kg                                         | 1755 kg                              | 1865 kg                                         | 1765 kg                              | 1840-1845 kg                                            | 1845-1920                                       | 1940 kg                                         |
| Aceleración 0–100 km/h         | 10.4 s                                                       | 10.4 s                                                                      | 8.5 s                                                                         | 8.2 s                                             | 7.7 s                                                 | 7.4 s                                         | 7.4 s                     | 7.4 s                                | 7.1 s                                | 6.8 s                                | 6.5 s                                | 6.3 s                                | -                                          | 5.3 s                                           | 5.3 s                                           | 5.2 s                                | 4.9 s                                           | 4.5 s                                | 4.3-4.2 s                                               | 4.3-3.7 s                                       | 3.6 s                                           |
| Velocidad máxima               | 224 km/h                                                     | 220 km/h                                                                    | 232 km/h                                                                      | 233 km/h                                          | 240 km/h                                              | 243 km/h                                      | 247 km/h                  | 250 km/h (Limitada electrónicamente) | 250 km/h (Limitada electrónicamente) | 250 km/h (Limitada electrónicamente) | 250 km/h (Limitada electrónicamente) | 250 km/h (Limitada electrónicamente) | 250 km/h (Limitada electrónicamente)       | 250 km/h (Limitada electrónicamente)            | 250 km/h (Limitada electrónicamente)            | 250 km/h (Limitada electrónicamente) | 250 km/h (Limitada electrónicamente)            | 250 km/h (Limitada electrónicamente) | 250 km/h (Limitada electrónicamente)                    | 250 km/h (Limitada electrónicamente)            | 250 km/h (Limitada electrónicamente)            |
| Consumo combinado (L/100 km)   | 8.1-8.5                                                      | 6.3                                                                         | 7.1-7.4                                                                       | 6.1-6.5                                           | 6.6-7.0                                               | 5.8-6.1                                       | 9.1-9.3                   | 9.1-9.3                              | 6.8-7.0                              | 9.3-9.7                              | 8.5-8.8                              | 6.8-7.0                              | -                                          | 7.5-7.9                                         | 6.9-7.1                                         | 10.8-11.2                            | 8.9                                             | 12.6                                 | 9.8                                                     | 9.7-10.3                                        | 10.3                                            |
| Normativa anticontaminación    | Euro 5                                                       | Euro 6                                                                      | Euro 5                                                                        | Euro 6                                            | Euro 5                                                | Euro 6                                        | Euro 4                    | Euro 5                               | Euro 5                               | Euro 5                               | Euro 5                               | Euro 5                               | Euro 5                                     | Euro 6                                          | Euro 6                                          | Euro 5                               | Euro 6                                          | Euro 5                               | Euro 5                                                  | Euro 6                                          | Euro 6                                          |

| Periodo                        | 2009-2014                                                                     | 2014-2016                                                  | 2009-2014                                                                     | 2014-2016                                                                     | 2009-2014                                                                     | 2014-2016                                                    | 2012-2012                                                    | 2010                                                       | 2010-2011                                                  | 2011-2016                                                  | 2009-2013                                                  | 2009-2010                                                  | 2010-2013                                                  | 2013-2014                                                  | 2014-2016                                                  |
| Identificación del motor       | OM 651 DE 22 LA red                                                           | OM 651 DE 22 LA red                                        | OM 651 DE 22 LA                                                               | OM 651 DE 22 LA                                                               | OM 651 DE 22 LA                                                               | OM 651 DE 22 LA                                              | OM 651 DE 22 LA                                              | OM 642 DE 30 LA red                                        | OM 642 DE 30 LA                                            | OM 642 DE 30 LA                                            | OM 642 DE 30 LA                                            | OM 642 DE 30 LA                                            | OM 642 LS DE 30 LA                                         | OM 642 LS DE 30 LA                                         | OM 642 LS DE 30 LA                                         |
| Tipo de motor                  | L4 16v, inyección directa, common-rail, turbo, intercooler                    | L4 16v, inyección directa, common-rail, turbo, intercooler | L4 16v, inyección directa, common-rail, biturbo, intercooler                  | L4 16v, inyección directa, common-rail, biturbo, intercooler                  | L4 16v, inyección directa, common-rail, biturbo, intercooler                  | L4 16v, inyección directa, common-rail, biturbo, intercooler | L4 16v, inyección directa, common-rail, biturbo, intercooler | V6 24v, inyección directa, common-rail, turbo, intercooler | V6 24v, inyección directa, common-rail, turbo, intercooler | V6 24v, inyección directa, common-rail, turbo, intercooler | V6 24v, inyección directa, common-rail, turbo, intercooler | V6 24v, inyección directa, common-rail, turbo, intercooler | V6 24v, inyección directa, common-rail, turbo, intercooler | V6 24v, inyección directa, common-rail, turbo, intercooler | V6 24v, inyección directa, common-rail, turbo, intercooler |
| Diámetro x carrera             | 83.0 mm × 99.0 mm                                                             | 83.0 mm × 99.0 mm                                          | 83.0 mm × 99.0 mm                                                             | 83.0 mm × 99.0 mm                                                             | 83.0 mm × 99.0 mm                                                             | 83.0 mm × 99.0 mm                                            | 83.0 mm × 99.0 mm                                            | 83.0 mm × 92.0 mm                                          | 83.0 mm × 92.0 mm                                          | 83.0 mm × 92.0 mm                                          | 83.0 mm × 92.0 mm                                          | 83.0 mm × 92.0 mm                                          | 83.0 mm × 92.0 mm                                          | 83.0 mm × 92.0 mm                                          | 83.0 mm × 92.0 mm                                          |
| Cilindrada                     | 2143 cm³                                                                      | 2143 cm³                                                   | 2143 cm³                                                                      | 2143 cm³                                                                      | 2143 cm³                                                                      | 2143 cm³                                                     | 2143 cm³                                                     | 2987 cm³                                                   | 2987 cm³                                                   | 2987 cm³                                                   | 2987 cm³                                                   | 2987 cm³                                                   | 2987 cm³                                                   | 2987 cm³                                                   | 2987 cm³                                                   |
| Relación de compresión         | 16.2: 1                                                                       | 16.2: 1                                                    | 16.2: 1                                                                       | 16.2: 1                                                                       | 16.2: 1                                                                       | 16.2: 1                                                      | 16.2: 1                                                      | 15.5: 1                                                    | 15.5: 1                                                    | 15.5: 1                                                    | 16.5: 1                                                    | 15.5: 1                                                    | 15.5: 1                                                    | 15.5: 1                                                    | 15.5: 1                                                    |
| Potencia máxima: CV (kW) @ rpm | 136 CV (100 kW) @ 2800-4600                                                   | 136 CV (100 kW) @ 2800-4600                                | 170 CV (125 kW) @ 3000-4200                                                   | 170 CV (125 kW) @ 3000-4200                                                   | 204 CV (150 kW) @ 4200                                                        | 204 CV (150 kW) @ 3800                                       | 204 CV (150 kW) @ 4200 + 27 CV (20 kW)                       | 204 CV (150 kW) @ 3800                                     | 231 CV (170 kW) @ 3800                                     | 231 CV (170 kW) @ 3800                                     | 211 CV (155 kW) @ 3400                                     | 231 CV (170 kW) @ 3800                                     | 265 CV (195 kW) @ 3800                                     | 252 CV (185 kW) @ 3600                                     | 258 CV (190 kW) @ 3400                                     |
| Par máximo: Nm @ rpm           | 360 Nm @ 1600-2600                                                            | 360 Nm @ 1400-2600                                         | 400 Nm @ 1400-2800                                                            | 400 Nm @ 1400-2800                                                            | 500 Nm @ 1600-1800                                                            | 500 Nm @ 1600-1800                                           | 500 Nm @ 1600-1800 + 250 Nm                                  | 500 Nm @ 1400-2400                                         | 540 Nm @ 1600-2400                                         | 540 Nm @ 1550-2400                                         | 540 Nm @ 1600-2400                                         | 540 Nm @ 1600-2400                                         | 620 Nm @ 1600-2400                                         | 620 Nm @ 1600-2400                                         | 620 Nm @ 1600-2400                                         |
| Tracción                       | Trasera                                                                       | Trasera                                                    | Trasera                                                                       | Trasera / Total (4MATIC)                                                      | Trasera / Total (4MATIC)                                                      | Trasera / Total (4MATIC)                                     | Trasera                                                      | Trasera                                                    | Trasera                                                    | Trasera                                                    | Trasera                                                    | Trasera / Total (4MATIC)                                   | Trasera / Total (4MATIC)                                   | Trasera / Total (4MATIC)                                   | Trasera / Total (4MATIC)                                   |
| Transmisión                    | Manual, 6 velocidades / Automática, 5 velocidades / Automática, 7 velocidades | Manual, 6 velocidades / Automática, 7 velocidades          | Manual, 6 velocidades / Automática, 5 velocidades / Automática, 7 velocidades | Manual, 6 velocidades / Automática, 7 velocidades / Automática, 9 velocidades | Manual, 6 velocidades / Automática, 5 velocidades / Automática, 7 velocidades | Automática, 7 velocidades / Automática, 9 velocidades        | Automática, 7 velocidades                                    | Automática, 7 velocidades                                  | Automática, 7 velocidades                                  | Automática, 7 velocidades / Automática, 9 velocidades      | Automática, 7 velocidades                                  | Automática, 7 velocidades                                  | Automática, 7 velocidades                                  | Automática, 7 velocidades / Automática, 9 velocidades      | Automática, 7 velocidades / Automática, 9 velocidades      |
| Peso                           | 1645 kg                                                                       | 1660 kg                                                    | 1660 kg                                                                       | 1660 kg                                                                       | 1660 kg                                                                       | 1710 kg                                                      | 1815 kg                                                      | 1750 kg                                                    | 1750 kg                                                    | 1885 kg                                                    | 1770 kg                                                    | 1750 kg                                                    | 1760 kg                                                    | 1810 kg                                                    | 1770 kg                                                    |
| Aceleración 0–100 km/h         | 10.2 s                                                                        | 10.2 s                                                     | 8.7 s                                                                         | 8.4 s                                                                         | 7.8 s                                                                         | 7.5 s                                                        | 7.5 s                                                        | 7.9 s                                                      | 6.8 s                                                      | 7.1 s                                                      | 7.8 s                                                      | 6.8 s                                                      | 6.2 s                                                      | 6.6 s                                                      | 6.4 s                                                      |
| Velocidad máxima               | 210 km/h                                                                      | 210 km/h                                                   | 228 km/h                                                                      | 228 km/h                                                                      | 240 km/h                                                                      | 240 km/h                                                     | 240 km/h                                                     | 240 km/h                                                   | 250 km/h (Limitada electrónicamente)                       | 250 km/h (Limitada electrónicamente)                       | 240 km/h                                                   | 250 km/h (Limitada electrónicamente)                       | 250 km/h (Limitada electrónicamente)                       | 250 km/h (Limitada electrónicamente)                       | 250 km/h (Limitada electrónicamente)                       |
| Consumo combinado (L/100 km)   | 5.2                                                                           | 4.7                                                        | 5.3                                                                           | 4.6                                                                           | 5.8                                                                           | 5.0                                                          | 4.3                                                          | 6.8                                                        | 6.8                                                        | 6.0                                                        | 6.8                                                        | 6.8                                                        | 6.0                                                        | 6.0                                                        | 5.0                                                        |
| Normativa anticontaminación    | Euro 5                                                                        | Euro 6                                                     | Euro 5                                                                        | Euro 6                                                                        | Euro 5                                                                        | Euro 6                                                       | Euro 5                                                       | Euro 5                                                     | Euro 5                                                     | Euro 5 / Euro 6                                            | Euro 5                                                     | Euro 5                                                     | Euro 5                                                     | Euro 6                                                     | Euro 6                                                     |

### E63 AMG
El E63 AMG es la versión de altas prestaciones del Clase E W212. Su motor gasolina es un V8 que desarrolla 557 CV de potencia máxima. Su tiempo de aceleración de 0 a 100 km/h es de 4,5 segundos y su velocidad máxima está limitada electrónicamente a 250 km/h.
No habrá una versión cupé del E63 AMG.

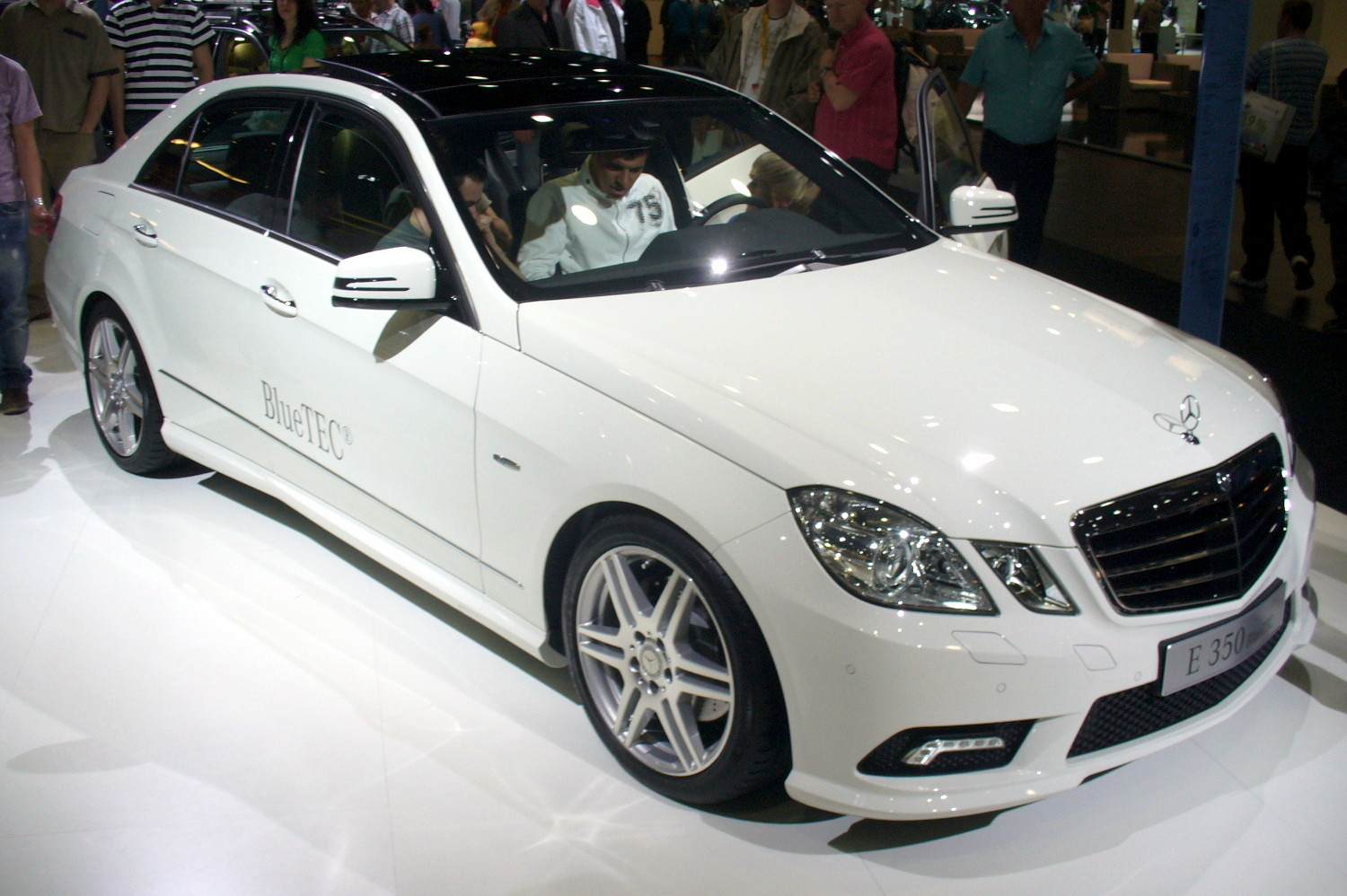
E 350 BlueTEC AMG
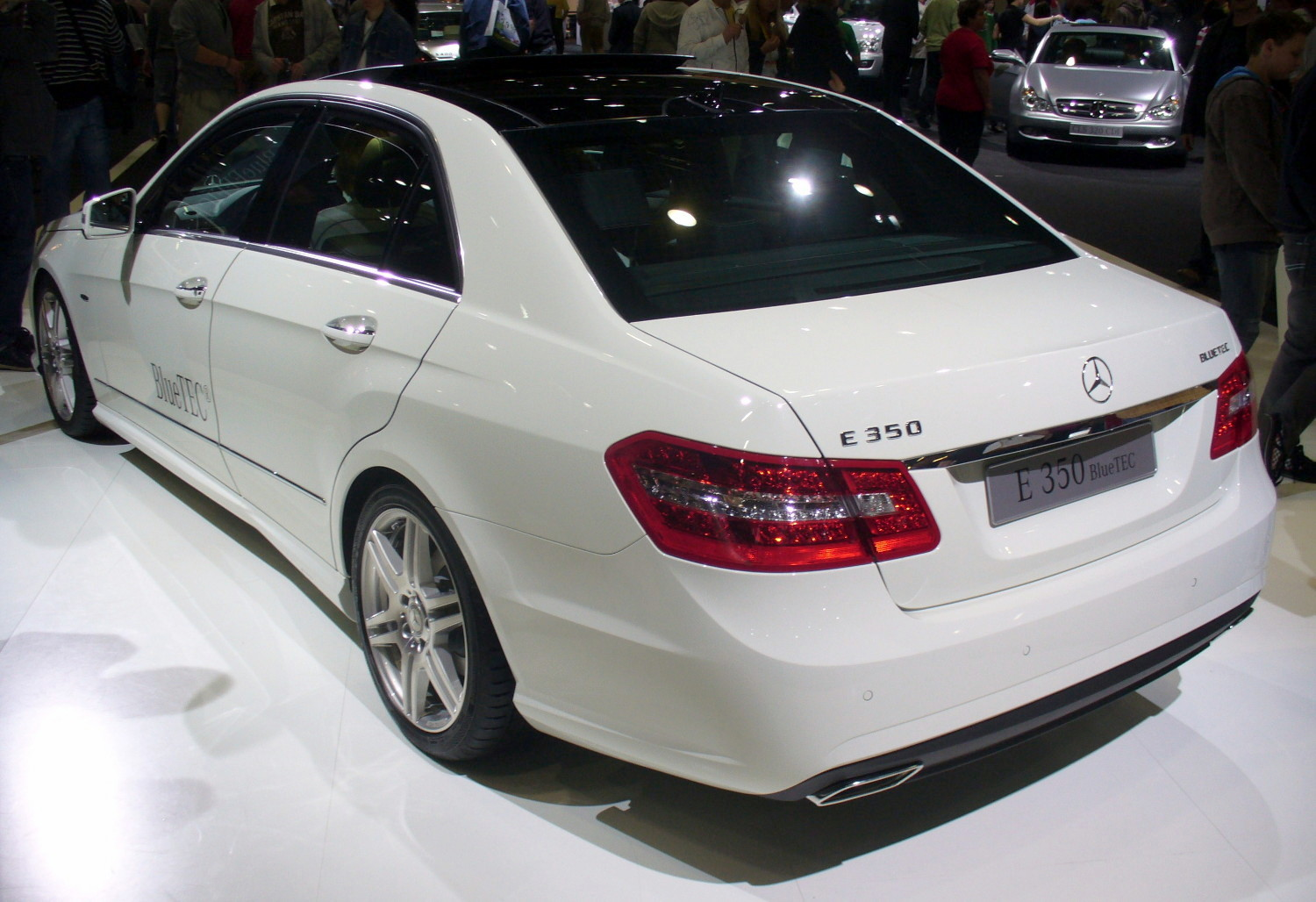
E 350 BlueTEC AMG

## Quinta generación (W213, 2017-presente)
El Mercedes-Benz Clase E W213 de quinta generación del Mercedes-Benz Clase E, comercializado desde 2016 como modelo 2017. Sucedió a los modelos Clase E W212/S212. A diferencia de la generación anterior, los modelos cupé/convertible comparten la misma plataforma que el sedán/familiar. Las versiones de alto rendimiento Mercedes-AMG E 63 y E 63 S del W213 también están disponibles desde 2016 (como modelo 2017), y son las únicas versiones con motor V8.
Desde mediados de la década de 1990, el Mercedes-Benz Clase E está equipado con faros cuádruples y un diseño diferenciado en comparación con el Clase C y el Clase S. Con el modelo 2017, Mercedes optó por una línea más aerodinámica, que se vio por primera vez con la actualización de mitad de generación del Clase E en 2014 y que posteriormente se transformó en una línea completamente nueva con el nuevo modelo 2017.
Lanzado en la primavera de 2016 tras un debut mundial en el Salón Internacional del Automóvil de Norteamérica de 2016 en enero, el Clase E 2017 fue el automóvil tecnológicamente más avanzado que Mercedes había producido hasta ese momento. Esta generación del Mercedes Clase E ha ganado muchos elogios de publicaciones automotrices, incluido el premio al Auto del Año 2021 de Motor Trend, la primera vez que Mercedes-Benz gana este premio.
La quinta generación de Clase E fue presentada en el Salón Internacional del Automóvil de América del Norte en 2016. Esta generación incorpora pautas de diseño muy similares a las Clase S (W222) más grande y las del Clase C (W205). Aunque a diferencia de los dos modelos citados antes, la del Clase E tiene una superficie más compacta y unos bordes más duros, por lo que en conclusión, el diseño es más curvo y más fluido.
El W213 es el segundo Mercedes más avanzado tecnológicamente después de la nueva Clase S. La Clase E recibió lo último en tecnología de conducción autónoma para usar a velocidades de autopista, capaz de pilotearse a velocidades de hasta 210 km/h  por hasta 2 minutos. El sistema usa una compleja serie de sensores de movimiento, radares y cámaras para explorar todo lo que se encuentre en camino, y requiere que las manos del conductor se coloquen en la rueda en todo momento. La Clase E fue elegida como la ganadora en la categoría de Automóvil Ejecutivo en los premios Coche del Año 2016/17 de la página ContractHireAndLeasing.com, y también fue elegida como el Coche del Año en general.
Está disponible con esta nueva generación, la versión de altas prestaciones AMG E63, con motores entre 571 y 612 CV de potencia.

#### Desarrollo y lanzamiento
Todo el proceso de desarrollo duró 48 meses. Durante ese tiempo, Mercedes-Benz produjo 1200 prototipos y recorrió un total de 12 millones de kilómetros en algunas de las condiciones más duras del mundo, desde temperaturas bajo cero en la nieve hasta los desiertos más calurosos del mundo. Durante las pruebas del vehículo, Mercedes-Benz también hizo que sus prototipos realizaran más de 10.000 procedimientos de frenado autónomo y 5.000 cambios de carril automáticos como parte del conjunto de funciones de conducción semiautónoma Distronic. Además, se necesitaron 1.200 ingenieros para crear la quinta generación de la Clase E.
La Clase E W213 se presentó en el Salón Internacional del Automóvil de Norteamérica de 2016. La Clase E 2017 tiene un diseño similar al de la Clase S W222 más grande y el Clase C W205 más pequeño. Mientras que su predecesor tenía una superficie más apretada y bordes más duros, el modelo 2017 es más curvo y fluido. A finales de diciembre de 2015 se publicó un boceto de diseño oficial que confirmó que el nuevo Clase E refleja el estilo de la Clase C y la Clase S. Las fotos oficiales de la Clase E 2017 se filtraron en Internet el 4 de enero de 2016, antes de su presentación.
El W213 se lanzó por primera vez en la configuración sedán, que salió a la venta en el verano de 2016. El Estate, que ofrece una capacidad de equipaje de 695 litros similar a su predecesor, salió a la venta hacia finales de 2016. En 2017 llegó un coupé de dos puertas, antes de que el convertible completara la gama hacia finales de 2017. El Clase E W213 fue considerado uno de los "10 mejores vehículos" de Car and Driver en 2019.

#### Diseño

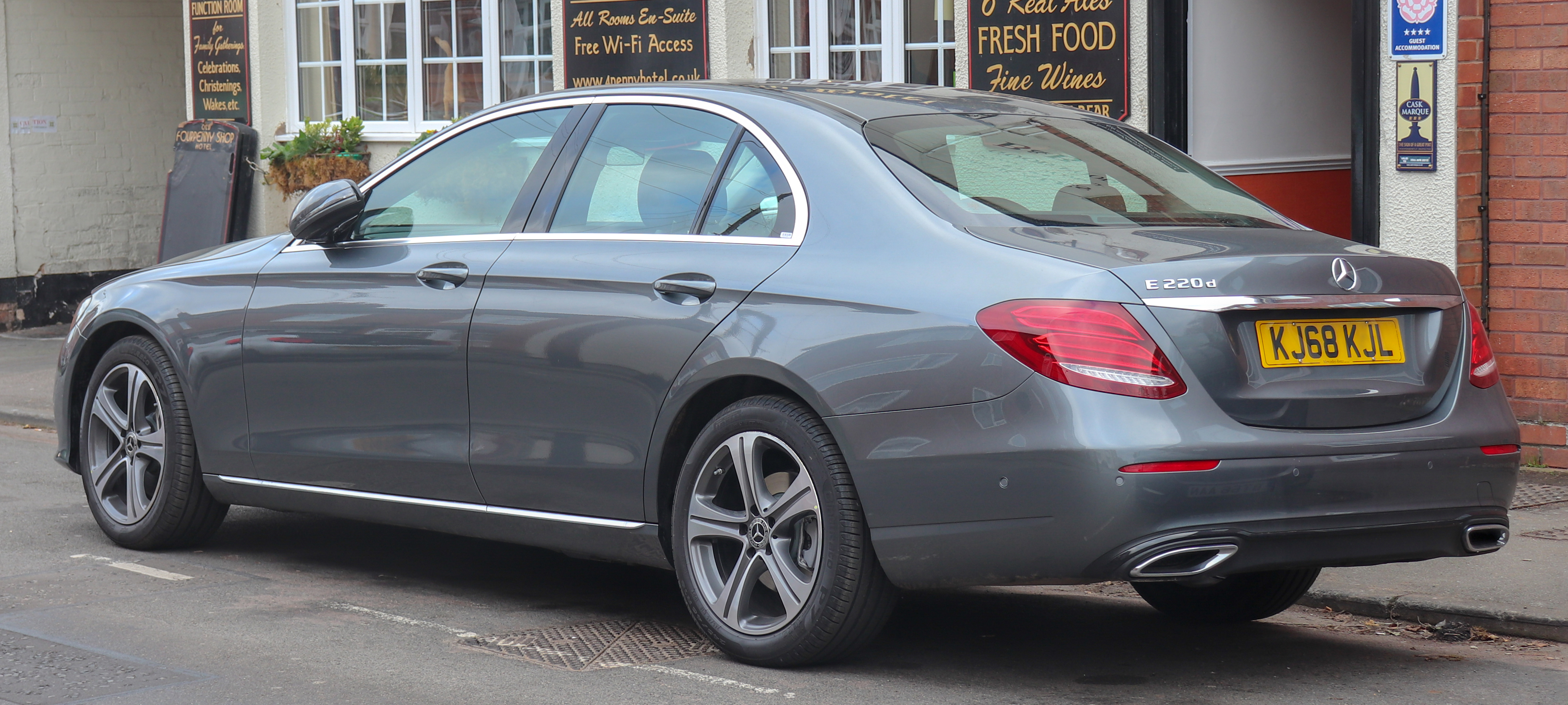
Sedan (W213)
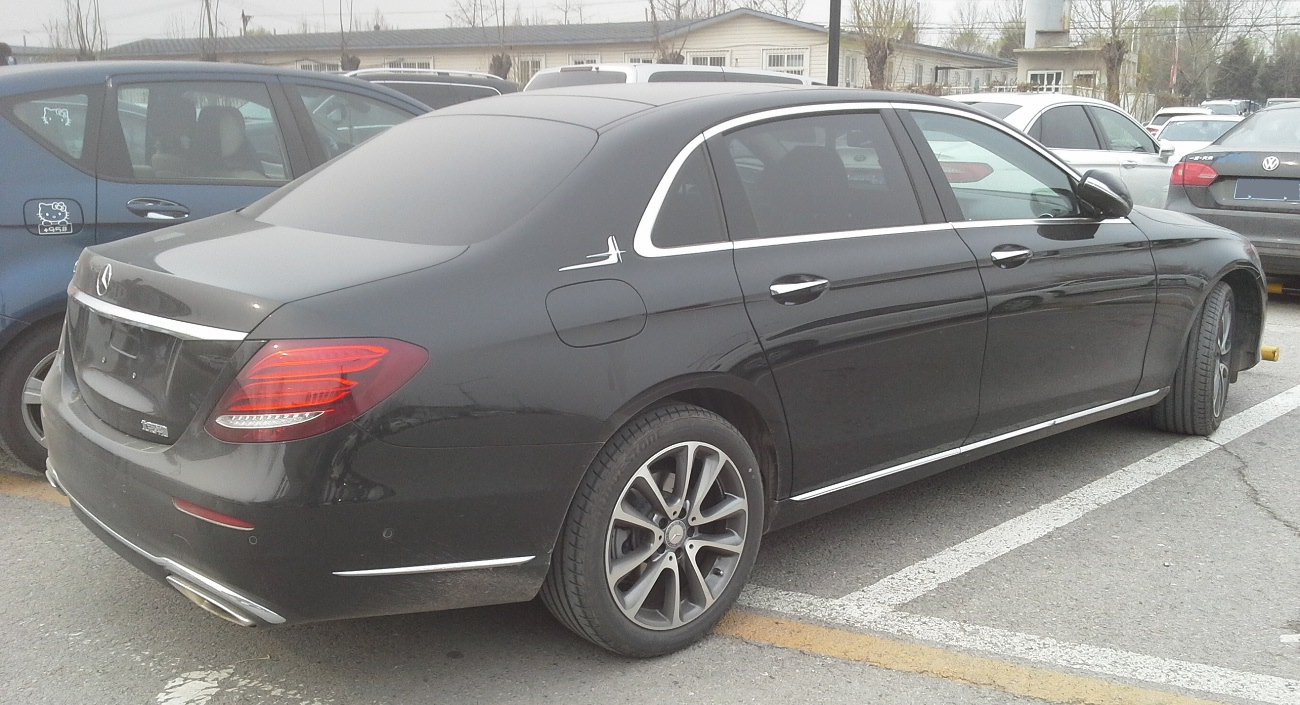
Sedan (de larga distancia entre ejes) (V213)
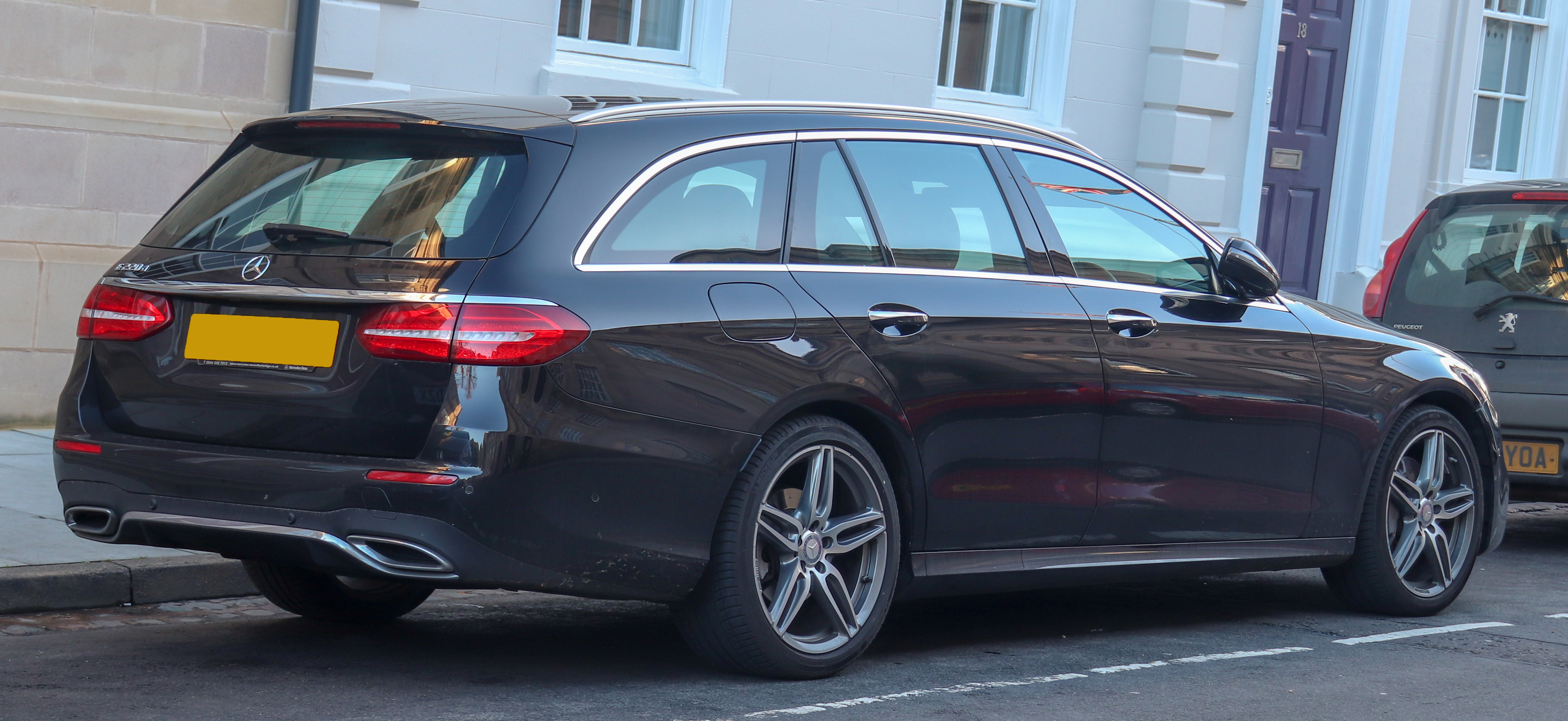
Familiar (S213)
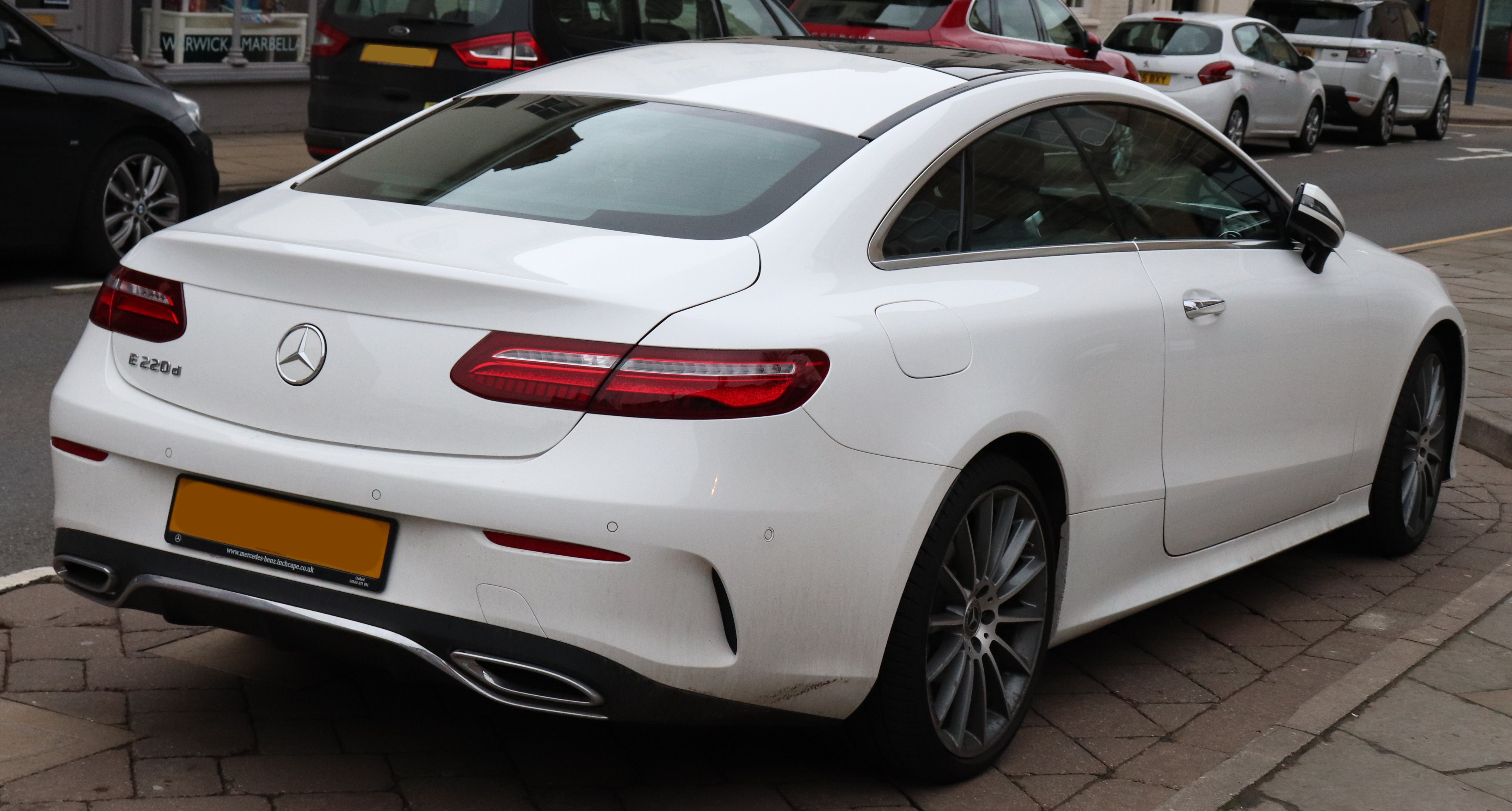
Coupe (C238)
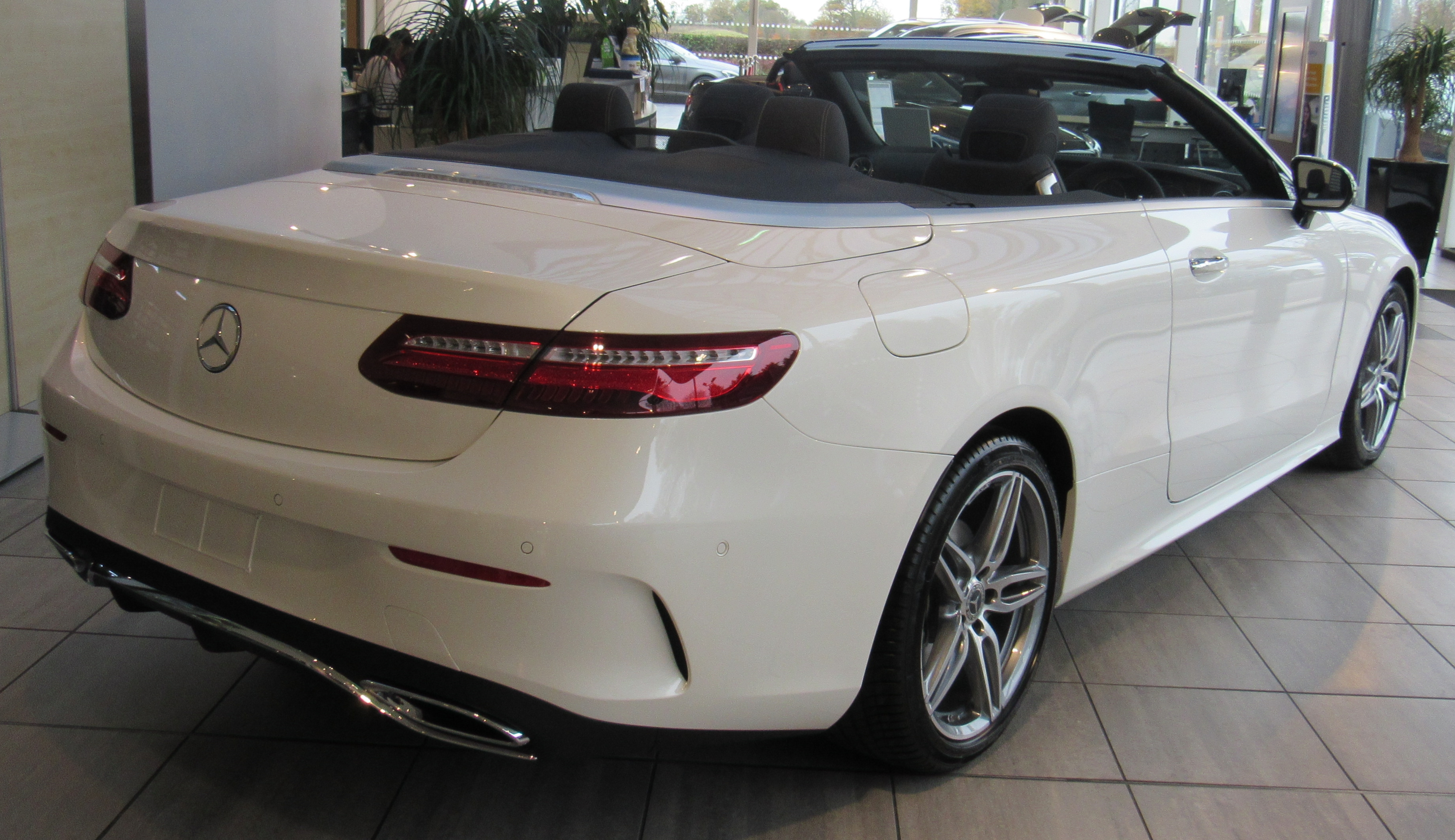
Descapotable (A238)

Estilísticamente, el Clase E 2017 siguió el ejemplo del Clase C más reciente, el GLA y el Clase S coupé. Su frontal presenta los faros delanteros en forma de bala y una parrilla vertical, característicos de Mercedes, mientras que la parte trasera incorpora un par de luces traseras LED, similares a los modelos Clase E de 2014. que se extienden hasta los paneles del cuarto. Al igual que otros modelos recientes, el Clase E 2017 presenta dos tratamientos frontales distintos: una parrilla cromada tradicional y una parrilla tipo lámina más deportiva. La eficiencia aerodinámica se ha perfeccionado: el coeficiente de arrastre mejoró de 0,25 en el modelo anterior a 0,23, un nivel líder en su clase.

## Transmisión (2016–2020)
Las opciones de motor para la Clase E 2017 experimentaron una importante actualización, gracias al cambio de los motores V6 anteriores a los de 6 cilindros en línea.junto con una nueva generación de motores diésel de cuatro cilindros (OM654) y motores de gasolina de cuatro cilindros existentes (M274). Todos los motores, excepto el AMG V8, vienen de serie con la caja de cambios automática de nueve velocidades 9G-TRONIC de Mercedes; el AMG V8 utiliza una caja de cambios AMG SPEEDSHIFT de nueve velocidades.
Hasta abril de 2018, el E 200 estaba disponible con transmisión manual de seis velocidades en Europa, pero se discontinuó y la transmisión 9G-Tronic pasó a ser de serie. Además de la tracción trasera de serie, algunos motores se ofrecen con tracción total opcional.  En 2017, Mercedes-Benz lanzó el modelo E 180 utilizando el motor M274 DE16 LA en mercados selectos, como Egipto, Túnez, Turquía, Filipinas y Singapur.

### Motorizaciones
| Periodo                        | 2016-presente                                     | 2016-2018                                     | 2016-2018                                     | 2018-presente                                                  | 2016-2018                                                      | 2016-2018                                       | 2016-2018                                       | 2018-presente                                                  | 2017-presente                                   | 2017-presente                                   |                                      |
| Identificación del motor       | M 274 DES 20 AL                                   | M 274 DES 20 AL                               | M 274 DE 20 AL                                | M 264 E20 DEH AL                                               | M 274 DE 20 AL                                                 | M 276 DES 35 AL                                 | M 276 DE 30 AL                                  | M 256 E 30 DEH LA G                                            | M 177 DE 40 AL                                  | M 177 DE 40 AL                                  |                                      |
| Tipo de motor                  | L4 16v, inyección directa, turbo, intercooler     | L4 16v, inyección directa, turbo, intercooler | L4 16v, inyección directa, turbo, intercooler | L4 16v, inyección directa, turbo, intercooler, motor eléctrico | L4 16v, inyección directa, turbo, intercooler, motor eléctrico | V6 24v, inyección directa, biturbo, intercooler | V6 24v, inyección directa, biturbo, intercooler | L6 24v, inyección directa, turbo, intercooler, motor eléctrico | V8 32v, inyección directa, biturbo, intercooler | V8 32v, inyección directa, biturbo, intercooler |                                      |
| Diámetro x carrera             | 83.0 mm × 92.0 mm                                 | 83.0 mm × 92.0 mm                             | 83.0 mm × 92.0 mm                             | 83.0 mm × 92.0 mm                                              | 83.0 mm × 92.0 mm                                              | 92.9 mm × 86.0 mm                               | 88.0 mm × 82.1 mm                               | 83.0 mm × 92.4 mm                                              | 83.0 mm × 92.0 mm                               | 83.0 mm × 92.0 mm                               |                                      |
| Cilindrada                     | 1991 cm³                                          | 1991 cm³                                      | 1991 cm³                                      | 1991 cm³                                                       | 1991 cm³                                                       | 3498 cm³                                        | 2996 cm³                                        | 2999 cm³                                                       | 3982 cm³                                        | 3982 cm³                                        |                                      |
| Relación de compresión         | 9.8: 1                                            | 9.8: 1                                        | 9.8: 1                                        | 10.5: 1                                                        | 9.8: 1                                                         | 10.5: 1                                         | 10.7: 1                                         | 10.5: 1                                                        | 10.5: 1                                         | 10.5: 1                                         |                                      |
| Potencia máxima: CV (kW) @ rpm | 184 CV (135 kW) @ 5500                            | 211 CV (155 kW) @ 5500                        | 245 CV (180 kW) @ 5550                        | 299 CV (2200 kW) @ 5800-6100 + 14 CV (10 kW)                   | 211 CV (155 kW) @ 5500 + 88 CV (65 kW)                         | 333 CV (245 kW) @ 5250-6000                     | 401 CV (295 kW) @ 6100                          | 435 CV (320 kW) @ 6100 + 22 CV (16 kW)                         | 571 CV (420 kW) @ 5750-6500                     | 612 CV (450 kW) @ 5750-6500                     |                                      |
| Par máximo: Nm @ rpm           | 300 Nm @ 1200-4000                                | 350 Nm @ 1200-4000                            | 370 Nm @ 1300-4000                            | 400 Nm @ 3000-4000                                             | 350 Nm @ 1200-4000 + 440 Nm                                    | 480 Nm @ 1200-4000                              | 520 Nm @ 2500-5000                              | 520 Nm @ 1800-5800                                             | 750 Nm @ 2500-5000                              | 850 Nm @ 2500-4500                              |                                      |
| Tracción                       | Trasera / Total (4MATIC)                          | Trasera                                       | Trasera / Total (4MATIC)                      | Trasera                                                        | Trasera                                                        | Total (4MATIC)                                  | Total (4MATIC)                                  | Total (4MATIC+)                                                | Total (4MATIC+)                                 | Total (4MATIC+)                                 |                                      |
| Transmisión                    | Manual, 6 velocidades / Automática, 9 velocidades | Automática, 9 velocidades                     | Automática, 9 velocidades                     | Automática, 9 velocidades                                      | Automática, 9 velocidades                                      | Automática, 9 velocidades                       | Automática, 9 velocidades                       | Automática, 9 velocidades                                      | Automática, 9 velocidades                       | Automática, 9 velocidades                       | Automática, 9 velocidades            |
| Aceleración 0–100 km/h         | 8.1 s                                             | 6.9 s                                         | 6.3 s                                         | 5.9 s                                                          | 6.2 s                                                          | 5.2 s                                           | 4.6 s                                           | 4.5 s                                                          | 3.5 s                                           | 3.4 s                                           |                                      |
| Velocidad máxima               | 240 km/h                                          | 250 km/h (Limitada electrónicamente)          | 250 km/h (Limitada electrónicamente)          | 250 km/h (Limitada electrónicamente)                           | 250 km/h (Limitada electrónicamente)                           | 250 km/h (Limitada electrónicamente)            | 250 km/h (Limitada electrónicamente)            | 250 km/h (Limitada electrónicamente)                           | 250 km/h (Limitada electrónicamente)            | 250 km/h (Limitada electrónicamente)            | 250 km/h (Limitada electrónicamente) |
| Consumo combinado (L/100 km)   | 6.1-6.8                                           | 5.9-6.3                                       | 6.6                                           | 6.7                                                            | 2.1-2.5                                                        | 7.6-7.9                                         | 8.2-8.4                                         | 8.6-8.7                                                        | 8.8-9.1                                         | 8.8-9.1                                         |                                      |
| Normativa anticontaminación    | Euro 6b, Euro 6d                                  | Euro 6b                                       | Euro 6b                                       | Euro 6d                                                        | Euro 6b                                                        | Euro 6b                                         | Euro 6b                                         | Euro 6d                                                        | Euro 6b, Euro 6d                                | Euro 6b, Euro 6d                                |                                      |

| Periodo                        | 2016-presente                                              | 2016-presente                                              | 2018-presente                                                | 2016-2018                                                  | 2018-presente                                                |
| Identificación del motor       | OM 654 D 20 SCR                                            | OM 654 D 20 SCR                                            | OM 654 D 20 SCR                                              | OM 642 LS DE 30 LA                                         | OM 656 D 29 SCR                                              |
| Tipo de motor                  | L4 16v, inyección directa, common-rail, turbo, intercooler | L4 16v, inyección directa, common-rail, turbo, intercooler | L4 16v, inyección directa, common-rail, biturbo, intercooler | V6 24v, inyección directa, common-rail, turbo, intercooler | L6 24v, inyección directa, common-rail, biturbo, intercooler |
| Diámetro x carrera             | 82.0 mm × 92.3 mm                                          | 82.0 mm × 92.3 mm                                          | 82.0 mm × 92.3 mm                                            | 83.0 mm × 92.0 mm                                          | 82.0 mm × 92.4 mm                                            |
| Cilindrada                     | 1950 cm³                                                   | 1950 cm³                                                   | 1950 cm³                                                     | 2987 cm³                                                   | 2925 cm³                                                     |
| Relación de compresión         | 15.5: 1                                                    | 15.5: 1                                                    | 15.5: 1                                                      | 15.5: 1                                                    | 15.5: 1                                                      |
| Potencia máxima: CV (kW) @ rpm | 150 CV (110 kW) @ 3200-4800                                | 194 CV (143 kW) @ 3800                                     | 245 CV (180 kW) @ 4200                                       | 258 CV (190 kW) @ 3400                                     | 340 CV (250 kW) @ 3600-4400                                  |
| Par máximo: Nm @ rpm           | 360 Nm @ 1400-2800                                         | 400 Nm @ 1600-2800                                         | 500 Nm @ 1600-2400                                           | 620 Nm @ 1600-2400                                         | 700 Nm @ 1200-3200                                           |
| Tracción                       | Trasera                                                    | Trasera / Total (4MATIC)                                   | Trasera                                                      | Trasera / Total (4MATIC)                                   | Total (4MATIC)                                               |
| Transmisión                    | Manual, 6 velocidades / Automática, 9 velocidades          | Automática, 9 velocidades                                  | Automática, 9 velocidades                                    | Automática, 9 velocidades                                  | Automática, 9 velocidades                                    |
| Aceleración 0–100 km/h         | 8.4 s                                                      | 7.3 s                                                      | 6.2 s                                                        | 5.9 s                                                      | 4.9 s                                                        |
| Velocidad máxima               | 224 km/h                                                   | 240 km/h                                                   | 250 km/h (Limitada electrónicamente)                         | 250 km/h (Limitada electrónicamente)                       | 250 km/h (Limitada electrónicamente)                         |
| Consumo combinado (L/100 km)   | 3.9-4.3                                                    | 3.9-4.3                                                    | 5.0-5.2                                                      | 5.3-5.8                                                    | 5.5-5.8                                                      |
| Normativa anticontaminación    | Euro 6c / Euro 6d                                          | Euro 6c / Euro 6d                                          | Euro 6d                                                      | Euro 6b                                                    | Euro 6d                                                      |